# Lista papilor

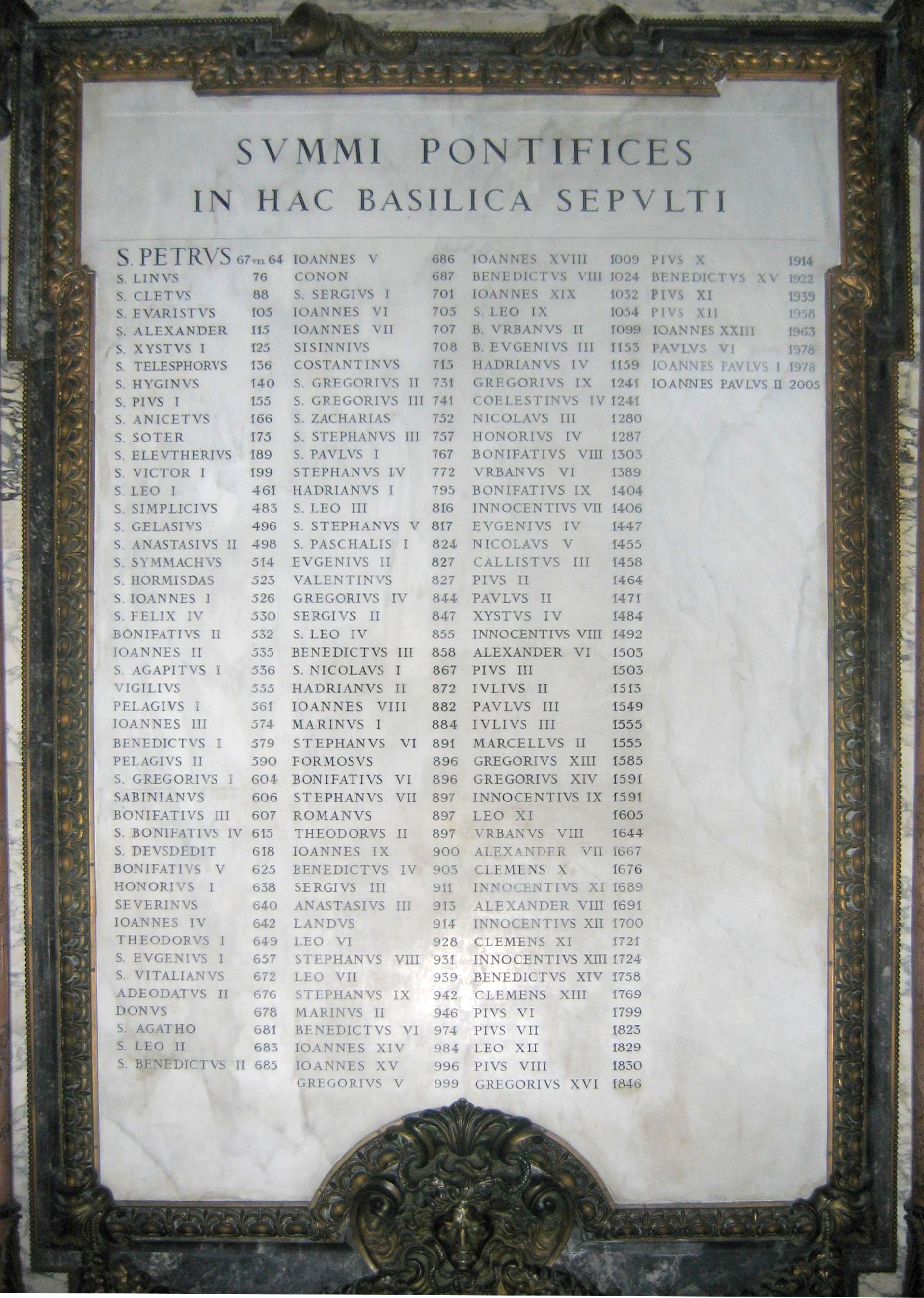
Papi înmormântați în Bazilica Sfântul Petru din Roma

Aceasta este lista papilor Bisericii Romano-Catolice. Lista include toți episcopii Romei (papii). Începând cu secolul al V-lea, aceștia poartă titlul onorific de papă, urmând exemplul omologilor lor din Alexandria.

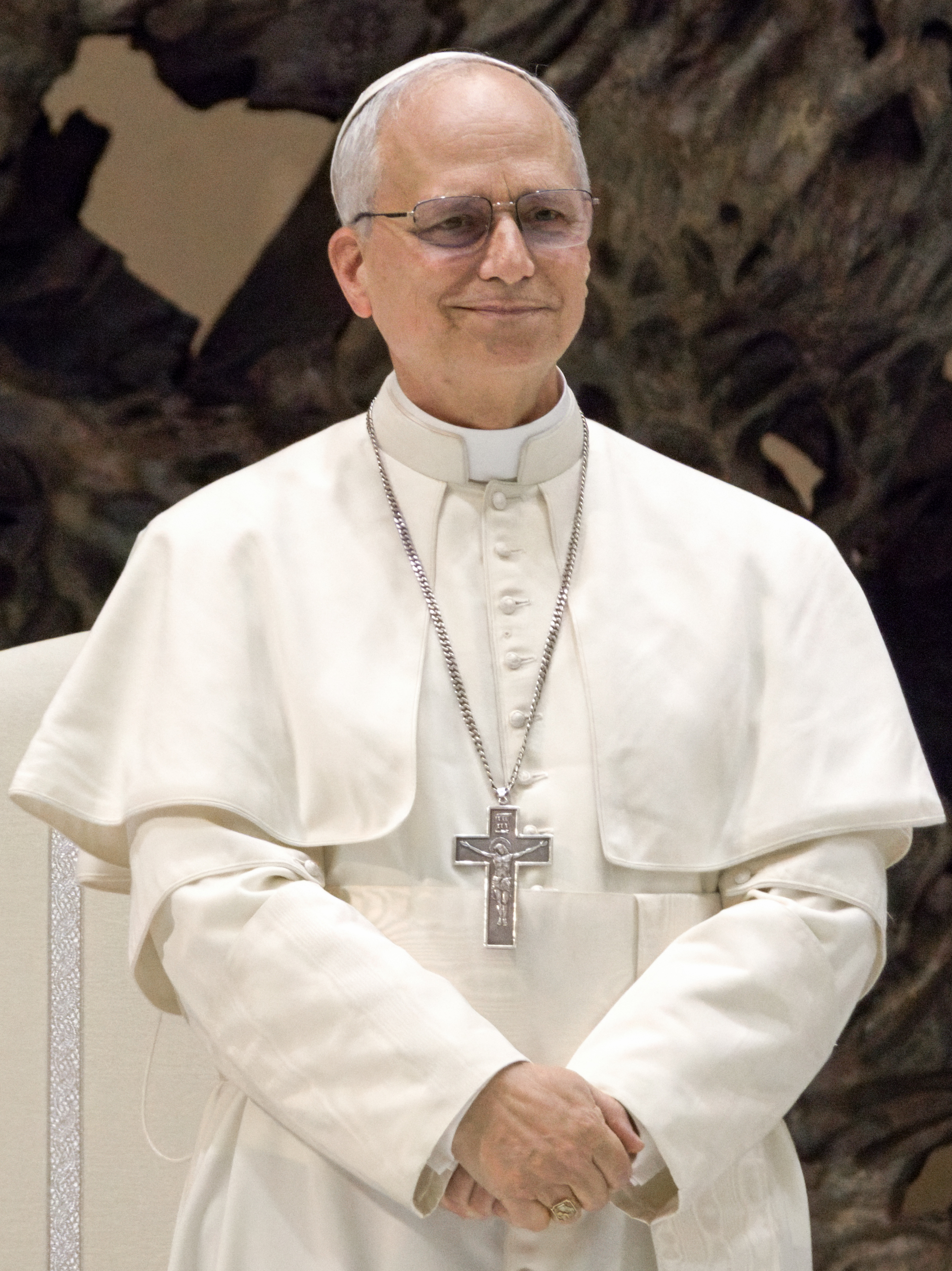
Papa în funcție, Papa Leon al XIV-lea (2025)

Această listă cronologică a papilor Bisericii Catolice corespunde celei prezentate în Annuario Pontificio sub titlul „I Sommi Pontefici Romani” (Suveranii pontifi romani), cu excepția celor care sunt indicați în mod explicit ca antipapi. Publicat în fiecare an de Curia Romană, Annuario Pontificio nu îi mai identifică pe papi după numărul regnal, afirmând că este imposibil să se decidă care papă a reprezentat succesiunea legitimă în diferite momente. Ediția din 2001 a Annuario Pontificio a introdus „aproape 200 de corecturi la biografiile sale existente ale papilor, de la Sfântul Petru la Ioan Paul al II-lea”. Corecțiile au vizat datele, în special în primele două secole, locurile de naștere și numele de familie al unui singur papă.
Annuario Pontificio numără oficial 266 de papi. Domnia lui Benedict al IX-lea este împărțită în trei pontificate, între 1032 și 1048, ca urmare a luptelor pentru putere din acea perioadă; prin urmare, el este numărat de trei ori - și este singurul papă care este numărat de mai multe ori. Lista cuprinde astfel 264 de persoane fizice, dintre care unele dintre primele nu sunt confirmate istoric.
Hermannus Contractus este posibil să fi fost primul istoric care a numerotat papii în mod continuu. Lista sa se încheie în 1049, cu Leon al IX-lea la numărul 154. Mai multe modificări au fost aduse listei în cursul secolului al XX-lea. Antipopa Christopher a fost considerat un papă legitim pentru o lungă perioadă de timp, dar a fost eliminat din cauza modului în care a obținut papalitatea. Ștefan, un preot roman ales ca papă în martie 752, a fost listat ca Ștefan al II-lea până la ediția din 1961, când numele său a fost eliminat, deși a fost ales 3 zile înainte de moartea sa. Deciziile Conciliului de la Pisa (1409) au fost inversate în 1963 într-o reinterpretare a Schismei de Vest, extinzând pontificatul lui Grigore al XII-lea până în 1415 și clasificându-i pe pretendenții rivali Alexandru al V-lea și Ioan al XXIII-lea drept antipapi.
Un număr semnificativ dintre acești papi au fost recunoscuți ca sfinți, inclusiv 48 din primii 50 de papi consecutivi, iar alții sunt în proces de sfințire. Dintre primii 31 de papi, 28 au murit ca martiri.
Deși termenul „papă” (latină: papa – „tată”) este folosit în mai multe biserici pentru a remarca înalții lor lideri spirituali, în accepțiunea engleză acest titlu se referă în general la capul suprem al Bisericii Romano-Catolice. Titlul însuși a fost folosit oficial de către capul Bisericii Romano-Catolice de la pontificatul papei Siriciu. Suveranul Pontif poartă următoarele titluri, în ordinea lor: Episcop al Romei, Vicar al lui Isus Cristos, Succesor al Sfântului Petru, Prinț al Apostolilor, Pontif Suprem al Bisericii Universale, Primat al Italiei, Arhiepiscop și Mitropolit al Provinciei Romane. La începutul anului 2006 papa Benedict al XVI-lea a renunțat la titlul de „Patriarh al Occidentului”. Din 1929 titlul oficial al papei a fost cel de „Suveran al Statului Vatican”. În latină, se mai folosesc următoarele nume prin tradiție, fiecare adăugat la diverse evenimente istorice, și, față alte apelative papale, nu sunt capabile de modificare: Summus Pontifex, Pontifex Maximus și Servus servorum Dei.
Pentru o reprezentare grafică a acestei liste, vezi Lista papilor (reprezentare grafică).

## Introducere
Nu este documentat dacă, în conformitate cu chestiunea formării monoepiscopatului, biserica din Roma a fost condusă de un singur episcop sau de un consiliu de prezbiteri (în greacă πρεσβύτεροι, cu sensul de „sfat al bătrânilor”) în primii 200 de ani, dar acest lucru este predat în mod tradițional catolicilor. Se susține că încă de la Clement I (probabil în jurul anilor 88-97) a arătat că un singur episcop putea deține funcții speciale de conducere. În plus, era suficient să se consemneze doar numele său (Irineu) pentru a asigura succesiunea apostolică. Prin urmare, situația specifică a sursei, incertă din punct de vedere istoric, trebuie luată în considerare cu privire la potențialii episcopi din cel puțin primii 200 de ani.

### Originea titlului
Titlul roman papă, care a fost folosit oficial mai târziu în Evul Mediu, este împrumutat din grecescul Πάππα (formă de adresare pentru tată). În cultura greacă, această formă familiară de adresare pentru demnitarii mai în vârstă (prezbiterii) a fost folosită și în comunitățile creștine în curs de înființare din primele secole (până în prezent, παπάς este numele pentru preotul unei parohii grecești). Patriarhul Heraclas al Alexandriei (232-248) este considerat primul episcop care a folosit acest titlu de onoare (Πάππας). Succesorii săi, papii Bisericii Ortodoxe Copte (în prezent Tawadros al II-lea din noiembrie 2012) poartă acest titlu până în prezent. Abia la 70 de ani după Heraclas, un alt episcop roman a primit pentru prima dată acest titlu. Marcellinus (episcop al Romei), care a murit în 304, este primul episcop roman pentru care titlul de Papa este atestat de o inscripție contemporană; Siricius, papă între 384 și 399, a fost primul care l-a folosit ca titlu propriu. De la Leo cel Mare din 440 până în 461, acesta s-a impus și ca denumire uzuală a episcopului Romei. Abia după Grigore al VII-lea din 1073 până în 1085, Biserica Romană a revendicat titlul ca prerogativă exclusivă a episcopului roman.

## Lista papilor

### Până în anul 249
| Număr | Pontificat                         | Nume comun · Nume domnesc                                                          | Nume personal                                                                      | Locul nașterii           | Note |
| ----- | ---------------------------------- | ---------------------------------------------------------------------------------- | ---------------------------------------------------------------------------------- | ------------------------ | --- |
| 1     | 30 – cc. 64                        | Papa Petru Sântul Petru (controversat) PETRUS, Cap al Bisericii, Episcopus Romanus | Simon Petru שמעון בן יונה (Șimon ben Yona) Șimon Kifa ΣΙΜΗΟΝ ΚΗΦΑΣ (Simeon Kephas) | Betsaida, Galileea       | Discipol al lui Isus din Nazaret de la care, conform Matei 16:18-19, a primit cheile Împărăției Cerurilor.Executat prin crucificare cu capul în jos; Sărbătorit la 29 iunie (Ss. Petru și Paul), 22 februarie (Cathedra Petri). Recunoscut de Biserica Catolică ca primul episcop al Romei, ales de Isus, și deci primul papă.               |
| 2     | cc. 64 – cc. 76 (?)                | Papa Lin Sfântul Lin LINUS                                                         |                                                                                    | Toscana (Latium Nordic)  | Martir, conform tradiției (nici o dovadă); Sărbătorit la 23 septembrie.Posibil menționat în Noul Testament (A doua epistolă a lui Pavel către Timotei 4:21) |
| 3     | cc. 76 – cc. 88 (?)                | Papa Anaclet Sfântul Anaclet (Anencletus) CLETUS                                   |                                                                                    | Probabil Grecia          | Martir; Sărbătorit la 26 aprilie. |
| 4     | cc. 88 – cc. 97 (?)                | Papa Clement I Sfântul Clement CLEMENS                                             |                                                                                    | Roma                     | Martir; Sărbătorit la 23 noiembrie.Posibil mențional în Noul Testament (Epistola lui Pavel către filipeni 4:3). |
| 5     | cc. 97 – cc. 105 (?)               | Papa Evarist (Aristus) Sfântul Evarist EVARISTUS                                   |                                                                                    |                          | Martir, conform tradiției (nici o dovadă); Sărbătorit la 26 octombrie |
| 6     | cc. 105 – cc. 115 (?)              | Papa Alexandru I Sfântul Alexandru ALEXANDER                                       |                                                                                    | Roma                     | |
| 7     | cc. 115 – cc. 125                  | Papa Sixt I Sfântul Sixt SYXTUS                                                    |                                                                                    | Roma sau Grecia          | |
| 8     | cc. 125 – cc. 136                  | Papa Telesfor Sfântul Telesfor TELESPHORUS                                         |                                                                                    | Grecia                   | |
| 9     | cc. 136 – cc. 140                  | Papa Hygin Sfântul Hygin HYGINUS                                                   |                                                                                    | Grecia                   | Martir, conform tradiției (nici o dovadă); Sărbătorit la 11 ianuarie |
| 10    | cc. 140 – cc. 155                  | Papa Pius I Sfântul Pius PIUS                                                      |                                                                                    | Aquileia, Friuli, Italia | Martir prin sabie; Sărbătorit la 11 iulie |
| 11    | cc. 155 – 166/167                  | Papa Anicet Sfântul Anicet ANICETUS                                                |                                                                                    | Emesa, Siria             | Martir conform tradiției (nici o dovadă); Sărbătorit la 17 aprilie |
| 12    | 166/167 – 174/175                  | Papa Soter Sfântul Soter SOTERIUS                                                  |                                                                                    | Fondi, Latium, Italia    | Martir conform tradiției; Sărbătorit la 22 aprilie |
| 13    | 174/175 – 189                      | Papa Eleuteriu Sfântul Eleutheriu ELEUTHERIUS                                      |                                                                                    | Nicopoli, Epyrus         | Martir conform tradiției; Sărbătorit la 6 mai |
| 14    | 189 – 198/199                      | Papa Victor I Sfântul Victor VICTOR                                                |                                                                                    | Africa de Nord           | Primul papă născut pe continentul african, cel mai probabil în Libia de astăzi. |
| 15    | 198/199 – 20 decembrie 217         | Papa Zefirin Sfântul Zefirin ZEPHYRINUS                                            |                                                                                    | Roma                     | |
| 16    | 218 – 14 octombrie 222             | Papa Calixt I Sfântul Calixt CALLISTUS                                             |                                                                                    |                          | Martir; Sărbătorit la 14 octombrie |
| 17    | 222 – 19 mai 230                   | Papa Urban I Sfântul Urban URBANUS                                                 |                                                                                    | Roma                     | |
| 18    | 21 iulie 230 – 28 septembrie 235   | Papa Ponțian Sfântul Ponțian PONTIANUS                                             |                                                                                    | Roma                     | Cetățean roman. Sărbătorit la 13 august. Primul care a abdicat din cauza exilului său în Sardinia de către împăratul Maximinus Thrax. Catalogul Liberian a înregistrat exilul său la 28 septembrie 235, cea mai timpurie dată exactă din istoria papală. De asemenea, venerat ca sfânt în creștinismul ortodox, cu aceeași zi de sărbătoare. |
| 19    | 21 noiembrie 235 – 3 ianuarie 236  | Papa Anteriu Sfântul Anteriu ANTERUS                                               |                                                                                    | Grecia                   | |
| 20    | 10 februarie 236 – 20 ianuarie 250 | Papa Fabian Sfântul Fabian FABIANUS                                                |                                                                                    | Roma                     | |

### Din anul 250
| Număr | Pontificat                             | Nume comun · Nume domnesc                                  | Nume personal | Locul nașterii                               | Note |
| ----- | -------------------------------------- | ---------------------------------------------------------- | ------------- | -------------------------------------------- | --- |
| 21    | martie 251 – iunie 253                 | Papa Corneliu Sfântul Corneliu CORNELIUS                   |               |                                              | Martir, prin suferințe extreme; Sărbătorit la 16 septembrie |
| 22    | 25 iunie 253 – 5 martie 254            | Papa Lucius I Sfântul Lucius LUCIUS                        |               | Roma                                         | Sărbătorit la 4 martie |
| 23    | 12 martie 254 – 2 august 257           | Papa Ștefan I Sfântul Ștefan STEPHANUS                     |               | Roma                                         | Martir prin decapitare; Sărbătorit la 2 august |
| 24    | 31 august 257 – 6 august 258           | Papa Sixt al II-lea Sfântul Syxt al II-lea SYXTUS SECUNDUS |               | Grecia                                       | Martir prin decapitare; |
| 25    | 22 iulie 259 – 27 decembrie 268        | Papa Dionisiu Sfântul Dionisiu DIONYSIUS                   |               | Grecia                                       | Sărbătorit la 26 decembrie |
| 26    | 5 ianuarie 269 – 30 decembrie 274      | Papa Felix I Sfântul Felix FELIX                           |               | Roma                                         | |
| 27    | 4 ianuarie 275 – decembrie 283         | Papa Eutichie Sfântul Eutichie EUTYCHIANUS                 |               |                                              | |
| 28    | 17 decembrie 283 – 22 aprilie 296      | Papa Caius Sfântul Caius CAIUS                             |               |                                              | |
| 29    | 30 iunie 296 – 25 octombrie 304        | Papa Marcelin Sfântul Marcelin MARCELLINUS                 |               |                                              | |
| 30    | 27 mai 308 – 16 ianuarie 309           | Papa Marcel I Sfântul Marcel MARCELLUS                     |               |                                              | |
| 31    | 18 aprilie 309 – 17 august 310         | Papa Eusebiu Sfântul Eusebiu EUSEBIUS                      |               |                                              | |
| 32    | 2 iulie 311 – 11 ianuarie 314          | Papa Miltiade (Melchiades) Sfântul Miltiade MILTIADES      |               | Africa                                       | |
| 33    | 31 ianuarie 314 – 31 decembrie 335     | Papa Silvestru I Sfântul Silvestru SILVESTER               |               |                                              | Sărbătorit la 31 decembrie |
| 34    | 18 ianuarie 336 – 7 octombrie 336      | Papa Marcu Saint Marcu MARCUS                              |               | Roma                                         | Sărbătorit la 7 octombrie |
| 35    | 6 februarie 337 – 12 aprilie 352       | Papa Iuliu I Sfântul Iuliu IULIUS                          |               |                                              | |
| 36    | 17 mai 352 – 24 septembrie 366         | Papa Liberiu LIBERIUS                                      |               |                                              | Primul papă necanonizat. Cetățean roman. Alungat de împăratul Constantius al II-lea, și a cedat ulterior acestuia. Cel mai timpuriu papă care nu a fost canonizat de Biserica Latină. Venerat ca sfânt în creștinismul ortodox, cu o zi de sărbătoare la 27 august. |
| 37    | 1 octombrie 366 – 11 decembrie 384     | Papa Damas I Sfântul Damas DAMASUS                         |               | Egitania, Lusitania sau Roma, Imperiul Roman | |
| 38    | 11 decembrie 384 – 26 noiembrie 399    | Papa Siriciu Sfântul Siriciu SIRICIUS                      |               |                                              | |
| 39    | 27 noiembrie 399 – 19 decembrie 401    | Papa Anastasie I Sfântul Anastasie ANASTASIUS              |               |                                              | |
| 40    | 22 decembrie 401 – 12 martie 417       | Papa Inocențiu I Saint Inocențiu INNOCENTIUS               |               |                                              | |
| 41    | 18 martie 417 – 26 decembrie 418       | Papa Zosim Sfântul Zosim ZOSIMUS                           |               |                                              | |
| 42    | 28/29 decembrie 418 – 4 septembrie 422 | Papa Bonifaciu I Sfântul Bonifaciu BONIFACIUS              |               |                                              | |
| 43    | 10 septembrie 422 – 27 iulie 432       | Papa Celestin I Sfântul Celestin COELESTINUS               |               |                                              | |
| 44    | 31 iulie 432 – martie/august 440       | Papa Sixt al III-lea Sfântul Sixt SYXTUS TERTIUS           |               |                                              | |
| 45    | 29 septembrie 440 – 10 noiembrie 461   | Papa Leon I cel Mare Sfântul Leon LEO MAGNUS               |               | Roma                                         | Conform legendei, el este cel ce l-a convins pe Attila, conducătorul hunilor, să renunțe la asediul asupra Romei. |
| 46    | 19 noiembrie 461 – 29 februarie 468    | Papa Ilarie Sfântul Ilarie HILARIUS                        |               |                                              | |
| 47    | 3 martie 468 – 10 martie 483           | Papa Simpliciu Sfântul Simpliciu SIMPLICIUS                |               | Tivoli, Italia                               | În timpul pontificatului său, Imperiul roman de Apus cade sub presiunile barbarilor conduși de Odoacru, la data de 28 august 476. |
| 48    | 13 martie 483 – 1 martie 492           | Papa Felix al III-lea Sfântul Felix FELIX TERTIUS          |               | Roma                                         | |
| 49    | 1 martie 492 – 21 noiembrie 496        | Papa Gelasius I GELASIUS                                   |               | Roma                                         | |
| 50    | 24 noiembrie 496 – 19 noiembrie 498    | Papa Anastasie al II-lea ANASTASIUS SECUNDUS               |               |                                              | |
| 51    | 22 noiembrie 498 – 19 iulie 514        | Papa Simachus Sfântul Simachus SYMMACHUS                   |               | Sardinia                                     | |

### Din anul 500
| Număr | Pontificat                                | Portret                         | Nume comun                                                    | Nume personal | Locul nașterii                                                                   | Note |
| ----- | ----------------------------------------- | ------------------------------- | ------------------------------------------------------------- | ------------- | -------------------------------------------------------------------------------- | --- |
| 52    | 20 iulie 514 – 19 iulie 523               |                                 | Papa Hormisdas Sfântul Hormisdas HORMISDUS                    |               | Frosinone, Latium Sudic, Italia                                                  | Tatăl Papei Silveriu |
| 53    | 13 august 523 – 18 mai 526                |                                 | Papa Ioan I Sfântul Ioan IOANNES                              |               | Toscana                                                                          | |
| 54    | 13 iulie 526 – 22 septembrie 530          | zentriert                       | Papa Felix al III-lea Sfântul Felix FELIX QUARTUS             |               | Samnium                                                                          | |
| 55    | 22 septembrie 530 – 17 octombrie 532      |                                 | Papa Bonifaciu al II-lea BONIFACIUS SECUNDUS                  |               | Roma, din părinți ostrogoți                                                      | Primul papă germanic, ostrogot |
| 56    | 2 ianuarie 533 – 8 mai 535                |                                 | Papa Ioan al II-lea IOANNES SECUNDUS                          | Mercurius     | Roma, Imperiul Roman de Apus                                                     | |
| 57    | 13 mai 535 – 22 aprilie 536               |                                 | Papa Agapet I (Agapitus) Sfântul Agapet AGAPETUS              |               | Roma, Regatul odoacer                                                            | Sărbătorit la 22 aprilie, 20 septembrie |
| 58    | 1 iunie 536 – 11 noiembrie 537            |                                 | Papa Silveriu Sfântul Silveriu SILVERIUS                      |               | Cicanum, Regatul ostrogot                                                        | Fiul Papei Hormisdas. Exilat; Sărbătorit la 20 iunie. |
| 59    | 29 martie 537 – 7 iunie 555               |                                 | Papa Vigiliu VIGILIU                                          |               | Roma, Regatul odoacer                                                            | |
| 60    | 16 aprilie 556 – 4 martie 561             |                                 | Papa Pelagius I PELAGIUS                                      |               | Roma, Regatul ostrogot                                                           | |
| 61    | 17 iulie 561 – 13 iulie 574               |                                 | Papa Ioan al III-lea IOANNES TERTIUS                          | Catelinus     | Roma, Regatul ostrogot                                                           | |
| 62    | 2 iunie 575 – 30 iulie 579                |                                 | Papa Benedict I BENEDICTUS                                    |               | Roma, Regatul ostrogot                                                           | |
| 63    | 26 noiembrie 579 – 7 februarie 590        |                                 | Papa Pelagius al II-lea PELAGIUS SECUNDUS                     |               | Roma, Regatul ostrogot                                                           | |
| 64    | 3 septembrie 590 – 12 martie 604          |                                 | Papa Grigore I cel Mare Sfântul Grigore GREGORIUS MAGNUS      |               | cc. 540, Roma, Imperiul Roman de Răsărit                                         | El este cel ce îl trimite pe Sf Augustin să îi converteasca la creștinism pe anglo-saxonii păgâni din Britania, în anul 597. |
| 65    | 13 septembrie 604 – 22 februarie 606      |                                 | Papa Sabinianus Sfântul Sabinianus SABINIANUS                 |               | Blera                                                                            | |
| 66    | 19 februarie 607 – 12 noiembrie 607       |                                 | Papa Bonifaciu al III-lea BONIFACIUS TERTIUS                  |               | Roma, Imperiul Roman de Răsărit (astăzi Italia)                                  | |
| 67    | 25 august 608 – 8 mai 615                 |                                 | Papa Bonifaciu al IV-lea Sfântul Bonifaciu BONIFACIUS QUARTUS |               | Marsica, Imperiul Roman de Răsărit (astăzi Italia)                               | |
| 68    | 19 octombrie 615 – 8 noiembrie 618        |                                 | Papa Deusdedit (Adeodatus) DEUSDEDIT                          |               | Roma, Imperiul Roman de Răsărit (astăzi Italia)                                  | |
| 69    | 23 decembrie 619 – 25 octombrie 625       |                                 | Papa Bonifaciu al V-lea BONIFACIUS QUINTUS                    |               | Napoli, Imperiul Roman de Răsărit (astăzi Italia)                                | |
| 70    | 27 octombrie 625 – 12 octombrie 638       | zentriert                       | Papa Honoriu I HONORIUS                                       |               | Ceperanum, Imperiul Roman de Răsărit (astăzi Italia)                             | Excomunicat pentru erezie. |
| 71    | 28 mai 640 – 2 august 640                 |                                 | Papa Severinus SEVERINUS                                      |               | Roma                                                                             | |
| 72    | 24 decembrie 640 – 12 octombrie 642       |                                 | Papa Ioan al IV-lea IOANNES QUARTUS                           |               | Dalmația                                                                         | |
| 73    | 24 noiembrie 642 – 14 mai 649             |                                 | Papa Teodor I THEODORUS                                       |               | Palestina                                                                        | |
| 74    | 5 iulie 649 – 16 septembrie 655           |                                 | Papa Martin I Sfântul Martin Mărturisitorul MARTINUS          |               |                                                                                  | Sărbătorit în Biserica Catolică pe 13 aprilie, în Biserica Ortodoxă pe 14 aprilie. |
| 75    | 10 august 654 – 2 iunie 657               |                                 | Papa Eugen I Sfântul Eugen EUGENIUS                           |               | Roma                                                                             | |
| 76    | 30 iulie 657 – 27 ianuarie 672            |                                 | Papa Vitalian Sfântul Vitalian VITALIANUS                     |               |                                                                                  | |
| 77    | 11 aprilie 672 – 17 iunie 676             |                                 | Papa Deusdedit al II-lea (Adeodatus) DEUSDEDIT SECUNDUS       |               |                                                                                  | |
| 78    | 2 noiembrie 676 – 11 aprilie 678          |                                 | Papa Donus DONUS                                              |               |                                                                                  | |
| 79    | 27 iunie 678 – 10 ianuarie 681            |                                 | Papa Agaton Sfântul Agatho AGATHON                            |               | n. cc 577, Panormus, Sicilia (astăzi Italia)                                     | Cetățean roman (de răsărit). Era de etnie greacă. Ziua de sărbătoare 10 ianuarie. De asemenea, venerat ca sfânt în creștinismul oriental, cu o zi de sărbătoare la 20 februarie. Papă în timpul celui de-al treilea conciliu de la Constantinopol (680), al șaselea conciliu ecumenic acceptat de bisericile catolice și ortodoxă răsăriteană. |
| 80    | 17 august 682 – 3 iulie 683               |                                 | Papa Leon al II-lea Sfântul Leon LEO SECUNDUS                 |               |                                                                                  | Sărbătorit la 3 iulie |
| 81    | 26 iunie 684 – 8 mai 685                  |                                 | Papa Benedict al II-lea Sfântul Benedict BENEDICTUS SECUNDUS  |               |                                                                                  | Sărbătorit la 7 mai |
| 82    | 23 iulie 685 – 2 august 686               |                                 | Papa Ioan al V-lea IOANNES QUINTUS                            |               | Siria                                                                            | |
| 83    | 21 octombrie 686 – 21 septembrie 687      |                                 | Papa Conon CONON                                              |               | Tracia, Imperiul Roman de Răsărit (astăzi Bulgaria, Grecia sau Turcia)           | |
| 84    | 15 decembrie 687 – 8 septembrie 701       |                                 | Papa Sergiu I Sfântul Sergiu SERGIUS                          | Sergius       | Palermo, Sicilia, Imperiul Roman de Răsărit (astăzi Italia)                      | |
| 85    | 30 octombrie 701 – 11 ianuarie 705        |                                 | Papa Ioan al VI-lea IOANNES SEXTUS                            |               | Ephesus, Imperiul Roman de Răsărit (astăzi Turcia)                               | |
| 86    | 1 martie 705 – 18 octombrie 707           | zentriert                       | Papa Ioan al VII-lea IOANNES SEPTUMUS                         |               | Rossanum, Calabria, Imperiul Roman de Răsărit (astăzi Italia)                    | |
| 87    | 15 ianuarie 708 – 4 februarie 708         |                                 | Papa Sisiniu SISINNIUS                                        |               | Siria, Califatul Rashidun                                                        | |
| 88    | 25 martie 708 – 9 aprilie 715             |                                 | Papa Constantin CONSTANTINUS                                  |               | Tyre, Siria, Califatul Umayyad                                                   | |
| 89    | 19 mai 715 – 11 februarie 731             |                                 | Papa Grigore al II-lea Sfântul Grigore GREGORIUS SECUNDUS     |               | n. 669 la Roma, Ducatul de Roma, Exarhatul de Ravenna, Imperiul Roman de Răsărit | Sărbătorit la 11 februarie. A ținut Sinodul Romei (721). |
| 90    | 18 martie 731 – 28 noiembrie 741          | 178-7866 IMG – Gregorius III AV | Papa Grigore al III-lea GREGORIUS TERTIUS                     |               | Siria, Califatul Umayyad                                                         | Subiect al califatului omeyyad; ultimul papă din Siria. Al treilea papă care provine dintr-o țară musulmană. Ultimul papă născut în afara Europei până la alegerea lui Francisc în 2013. Al treilea papă care poartă același nume ca predecesorul său imediat.                                                                                 |
| 91    | 3 decembrie 741 – 14 martie/22 martie 752 |                                 | Papa Zaharia Sfântul Zaharia ZACHARIAS                        |               | Grecia                                                                           | Sărbătorit la 15 martie |

### Din anul 750
| Număr | Pontificat                              | Portret   | Nume comun                                                      | Nume personal                          | Locul nașterii                                                 | Note |
| ----- | --------------------------------------- | --------- | --------------------------------------------------------------- | -------------------------------------- | -------------------------------------------------------------- | --- |
| —     | 23 martie 752 – 26 martie 752           |           | Ștefan al II-lea STEPHANUS SECUNDUS                             | Stephanus                              | Roma, Ducatul Romei, Imperiul Roman de Răsărit (astăzi Italia) | Cetățean al Imperiului Roman de Răsărit. Nelistat ca făcând parte din lista oficială de papi ai Romei și nerecunoscut ca papă de către Vatican din 1961. A murit la trei zile după numirea sa, neprimind niciodată consacrare episcopală.                                        |
| 92    | 26 martie 752 – 26 aprilie 757          |           | Papa Ștefan al II-lea STEPHANUS SECUNDUS                        | Stephanus                              | Roma, Ducatul Romei, Imperiul Roman de Răsărit (astăzi Italia) | Frate de sânge cu Paul I. Cunoscut și ca Ștefan al III-lea, dar numărătoarea oficială îl califică ca și Secundus. |
| 93    | 29 mai 757 – 28 iunie 767               |           | Papa Paul I Sfântul Paul PAULUS                                 | Paulus                                 | Roma, Ducatul Romei, Imperiul Roman de Răsărit                 | Frate de sânge cu Ștefan al II-lea. |
| 94    | 1 august 767 – 24 ianuarie 772          |           | Papa Ștefan al III-lea STEPHANUS TERTIUS                        | Stephanus                              | Siracuza, Sicilia, Imperiul Roman de Răsărit (astăzi Italia)   | |
| 95    | 1 februarie 772 – 26 decembrie 795      |           | Papa Adrian I HADRIANUS                                         | Hadrianus                              | Roma, Ducatul Romei, Imperiul Roman de Răsărit (astăzi Italia) | |
| 96    | 26 decembrie 795 – 12 iunie 816         |           | Papa Leon al III-lea LEO TERTIUS                                | Leo                                    | Roma, Ducatul Romei, Imperiul Roman de Răsărit (astăzi Italia) | El este cel ce l-a încoronat pe Carol cel Mare ca împărat al Occidentului, în noaptea de Crăciun a anului 800, în Catedrala Sf. Petru din Roma. |
| 97    | 12 iunie 816 – 24 ianuarie 817          |           | Papa Ștefan al IV-lea STEPHANUS QUARTUS                         | Stephanus                              | Roma, Statele Papale                                           | |
| 98    | 25 ianuarie 817 – 11 februarie 824      | zentriert | Papa Pascal I Sfântul Pascal PASCHALIS                          | Paschalis                              | Roma, Statele Papale                                           | |
| 99    | 6 iunie 824 – 27 august 827             |           | Papa Eugen al II-lea EUGENIUS SECUNDUS                          | Eugenius                               | Roma, Statele Papale                                           | |
| 100   | 31 august 827 – 10 octombrie 827        |           | Papa Valentin VALENTINUS                                        | Valentinus                             | Roma, Statele Papale                                           | |
| 101   | 20 decembrie 827 – 25 ianuarie 844      | zentriert | Papa Grigore al IV-lea GREGORIUS QUARTUS                        | Gregorius                              | Roma, Statele Papale                                           | |
| 102   | 25 ianuarie 844 – 27 ianuarie 847       |           | Papa Sergiu al II-lea SERGIUS SECUNDUS                          | Sergius                                | Roma, Statele Papale                                           | |
| 103   | 10 aprilie 847 – 17 iulie 855           | zentriert | Papa Leon al IV-lea Sfântul Leon LEO QUARTUS                    | Leo, O.S.B.                            | Roma, Statele Papale                                           | |
| 104   | 29 septembrie 855 – 17 aprilie 858      |           | Papa Benedict al III-lea BENEDICTUS TERTIUS                     | Benedictus                             | Roma, Statele Papale                                           | |
| 105   | 24 aprilie 858 – 13 noiembrie 867       |           | Papa Nicolae I Sfântul Nicolae Nicolae cel Mare NICOLAUS MAGNUS | Nicolaus                               | Roma, Statele Papale                                           | |
| 106   | 14 decembrie 867 – 14 decembrie 872     |           | Papa Adrian al II-lea HADRIANUS SECUNDUS                        | Hadrianus                              | Roma, Statele Papale                                           | |
| 107   | 14 decembrie 872 – 16 decembrie 882     |           | Papa Ioan al VIII-lea IOANNES OCTAVUS                           | Ioannes                                | Roma, Statele Papale                                           | |
| 108   | 16 decembrie 882 – 15 mai 884           |           | Papa Marin I MARINUS                                            | Marinus                                | Gallese, Statele Papale                                        | |
| 109   | 17 mai 884 – 8 iulie 885                |           | Papa Adrian al III-lea Sfântul Adrian HADRIANUS TERTIUS         | Hadrianus                              | Roma, Statele Papale                                           | |
| 110   | 885 – 14 septembrie 891                 |           | Papa Ștefan al V-lea STEPHANUS QUINTUS                          | Stephanus                              |                                                                | |
| 111   | 19 septembrie 891 – 4 aprilie 896       |           | Papa Formosus FORMOSUS                                          | Formosus                               | Ostia                                                          | Executat postum, în urma Sinodului cadavrelor. |
| 112   | 4 aprilie 896 – 19 aprilie 896          |           | Papa Bonifaciu al VI-lea BONIFACIUS SEXTUS                      | Bonifatius                             | Roma                                                           | |
| 113   | 22 mai 896 – august 897                 |           | Papa Ștefan al VI-lea STEPHANUS SEXTUS                          | Stephanus                              |                                                                | |
| 114   | august 897 – noiembrie 897              |           | Papa Roman ROMANUS                                              | Romanus                                |                                                                | |
| 115   | decembrie 897                           |           | Papa Teodor al II-lea TEODOR SECUNDUS                           | Theodorus                              |                                                                | |
| 116   | ianuarie 898 – ianuarie 900             |           | Papa Ioan al IX-lea IOANNES NONUS                               | Ioannes, O.S.B.                        |                                                                | |
| 117   | 900 – 903                               |           | Papa Benedict al IV-lea BENEDICTUS QUARTUS                      | Benedictus                             | Roma                                                           | |
| 118   | iulie 903 – septembrie 903              |           | Papa Leon al V-lea LEO QUINTUS                                  | Leo                                    | Ardea                                                          | |
| 119   | 29 ianuarie 904 – 14 aprilie 911        |           | Papa Sergiu al III-lea SERGIUS TERTIUS                          | Sergius                                | Roma                                                           | Începe „Saeculum obscurum”. |
| 120   | aprilie 911 – iunie 913                 |           | Papa Anastasie al III-lea ANASTASIUS TERTIUS                    | Anastasius                             |                                                                | |
| 121   | iulie/august 913 – februarie/martie 914 |           | Papa Lando LANDO                                                | Lando                                  | Sabinia, Italia                                                | |
| 122   | martie 914 – mai 928                    |           | Papa Ioan al X-lea IOANNES DECIMUS                              | Ioannes                                |                                                                | |
| 123   | mai 928 – decembrie 928                 |           | Papa Leon al VI-lea LEO SEXTUS                                  | Leo                                    |                                                                | |
| 124   | 3 februarie 929 – 13 februarie 931      |           | Papa Ștefan al VII-lea STEPHANUS SEPTIMUS                       | Stephanus de Gabrielli                 |                                                                | |
| 125   | 15 martie 931 – decembrie 935           |           | Papa Ioan al XI-lea IOANNES UNDECIMUS                           | Ioannes                                |                                                                | |
| 126   | 3 ianuarie 936 – 13 iulie 939           |           | Papa Leon al VII-lea LEO SEPTIMUS                               | Leo, O.S.B.                            |                                                                | |
| 127   | 14 iulie 939 – 30 octombrie 942         |           | Papa Ștefan al VIII-lea STEPHANUS OCTAVUS                       | Stephanus                              |                                                                | |
| 128   | 30 octombrie 942 – mai 946              |           | Papa Marin al II-lea MARINUS SECUNDUS                           | Marinus                                |                                                                | |
| 129   | 10 mai 946 – decembrie 955              |           | Papa Agapet al II-lea AGAPETUS SECUNDUS                         | Agapetus                               |                                                                | |
| 130   | 16 decembrie 955 – 14 mai 964           |           | Papa Ioan al XII-lea IOANNES DUODECIMUS                         | Ottaviano                              |                                                                | Detronat de Otto I în mod ilegal. |
| —     | 6 decembrie 963 – 26 februarie 964      |           | Papa Leon al VIII-lea LEO OCTAVUS                               | Leo                                    | Roma                                                           | Detronat, numit antipapă de Împăratul Otto I în 963, în opoziție cu Ioan al XII-lea și Benedict al V-lea. Pontificatul său din 963 în 964 este azi considerat invalid de către Biserica Catolică.                                                                                |
| 130   | 26 februarie 964 – 14 mai 964           |           | Papa Ioan al XII-lea IOANNES DUODECIMUS                         | Ottaviano                              | Roma                                                           | Posibil ucis; Se termină „Saeculum obscurum”. |
| 131   | 22 mai 964 – 23 iunie 965               |           | Papa Benedict al V-lea BENEDICTUS QUINTUS                       | Benedetto                              |                                                                | |
| 132   | 965 – 1 martie 965                      |           | Papa Leon al VIII-lea LEO OCTAVUS                               | Leo                                    | Roma                                                           | Reinstaurat. |
| 133   | 1 octombrie 965 – 6 septembrie 972      |           | Papa Ioan al XIII-lea IOANNES TERTIUS DECIMUS                   | Giovanni dei Crescenzi                 |                                                                | |
| 134   | 19 ianuarie 973 – iunie 974             |           | Papa Benedict al VI-lea BENEDICTUS SEXTUS                       | Benedetto                              |                                                                | Detronat și ucis. |
| 135   | octombrie 974 – 10 iulie 983            |           | Papa Benedict al VII-lea BENEDICTUS SEPTIMUS                    | Benedetto                              |                                                                | |
| 136   | decembrie 983 – 20 august 984           |           | Papa Ioan al XIV-lea IOANNES QUARTUS DECIMUS                    | Pietro Canepanova                      | Pavia                                                          | |
| 137   | august 985 – martie 996                 |           | Papa Ioan al XV-lea IOANNES QUINTUS DECIMUS                     | Giovanni di Gallina Alba               | Roma                                                           | |
| 138   | 3 mai 996 – 18 februarie 999            |           | Papa Grigore al V-lea GREGORIUS QUINTUS                         | Bruno of Carinthia (Bruno von Kärnten) |                                                                | Primul papă german. |
| 139   | 2 aprilie 999 – 12 mai 1003             | zentriert | Papa Silvestru al II-lea SILVESTER SECUNDUS                     | Gerbert d'Aurillac                     | Auvergne, regiune a Franței                                    | Primul papă francez, de asemenea el este cel ce a convertit la creștinism poporul maghiar, în urma încoronării lui Ștefan I al Ungariei ca primul rege al Ungariei și Rege Apostolic, în anul 1001, deși unii istorici se îndoiesc și suspectează că e falsă această informație. |

### Din anul 1000
| Număr și blazon | Pontificat                             | Portret | Nume comun                                                 | Nume personal                                     | Locul nașterii                                                              | Note |
| --------------- | -------------------------------------- | ------- | ---------------------------------------------------------- | ------------------------------------------------- | --------------------------------------------------------------------------- | --- |
| 140             | iunie 1003 – decembrie 1003            |         | Papa Ioan al XVII-lea IOANNES SEPTIMUS DECIMUS             | Siccone                                           | Roma                                                                        | |
| 141             | 25 decembrie 1003 – iulie 1009         |         | Papa Ioan al XVIII-lea IOANNES DUODEVICESIMUS              | Giovanni Fasano; Phasianus                        |                                                                             | |
| 142             | 31 iulie 1009 – 12 mai 1012            |         | Papa Sergiu al IV-lea SERGIUS QUARTUS                      | Pietro Bucca Porci; Râtul porcului lui Petru      |                                                                             | |
| 143             | 18 mai 1012 – 9 aprilie 1024           |         | Papa Benedict al VIII-lea BENEDICTUS OCTAVUS               | Theophylactus II, Conti di Tusculum               |                                                                             | |
| 144             | aprilie/mai 1024 – 20 octombrie 1032   |         | Papa Ioan al XIX-lea IOANNES UNDEVICESIMUS                 | Romanus, Conti di Tusculum                        |                                                                             | |
| 145             | 21 octombrie 1032 – 31 decembrie 1044  |         | Papa Benedict al IX-lea BENEDICTUS NONUS                   | Theophylactus III, Conti di Tusculum              |                                                                             | Primul mandat; abdică pentru răsplată financiară |
| 146             | 13 ianuarie 1045 –10 martie 1045       |         | Papa Silvestru al III-lea SILVESTER TERTIUS                | Ioan, Episcop de Sabina                           |                                                                             | Validitatea numirii este discutabilă; considerat antipapă; detronat prin Consiliul de la Sutri. |
| 147             | 10 martie 1045 – 1 mai 1045            |         | Papa Benedict al IX-lea BENEDICTUS NONUS                   | Theophylactus III, Conti di Tusculum              |                                                                             | Al doilea mandat; detronat prin Consiliul de la Sutri. |
| 148             | 5 mai 1045 – 20 decembrie 1046         |         | Papa Grigore al VI-lea GREGORIUS SEXTUS                    | Johannes Gratianus                                |                                                                             | Detronat prin Consiliul de la Sutri. |
| 149             | 24 decembrie 1046 – 9 octombrie 1047   |         | Papa Clement al II-lea CLEMENS SECUNDUS                    | Suidger                                           | Saxonia                                                                     | |
| 150             | 8 noiembrie 1047 – 17 iulie 1048       |         | Papa Benedict al IX-lea BENEDICTUS NONUS                   | Theophylactus III, Conti di Tusculum              |                                                                             | Al III-lea mandat; detronat și excomunicat. |
| 151             | 17 iulie 1048 – 9 august 1048          |         | Papa Damasus al II-lea DAMASUS SECUNDUS                    | Poppo                                             | Tirol                                                                       | |
| 152             | 12 februarie 1049 – 19 aprilie 1054    |         | Papa Leon al IX-lea Sfântul Leon LEO NONUS                 | Bruno, Conte de Dagsbourg                         | Alsacia                                                                     | S-a excomunicat reciproc cu Patriarhul Ecumenic al Constantinopolului Mihail I Cerularie, declanșând Marea Schismă din anul 1054, ce împarte Creștinismul în două biserici: în Apus, o biserica latină cu centrul la Roma, condusă de Papă (Biserica Romano-Catolică), și în Răsărit, o biserică greacă cu centrul la Constantinopol, condusă de Patriarhul Ecumenic (Biserica Ortodoxă Răsăriteană). |
| 153             | 13 aprilie 1055 – 28 iulie 1057        |         | Papa Victor al II-lea VICTOR SECUNDUS                      | Gebhard, Conte de Calw, Tollenstein și Hirschberg |                                                                             | |
| 154             | 2 august 1057 – 29 martie 1058         |         | Papa Ștefan al IX-lea STEPHANUS NONUS                      | Frederic de Lorraine                              | Ducatul Lorraine, Sfântul Imperiu Roman (astăzi Franța)                     | Cunoscut și ca Ștefan al X-lea. Ultimul papă german până la Benedict al XVI-lea. Membru al Ordinului Benedectin. |
| 155             | 6 decembrie 1058 – 27 iulie 1061       |         | Papa Nicolae al II-lea NICOLAUS SECUNDUS                   | Gérard de Bourgogne                               | Château de Chevron, Comitatul Savoia, Sfântul Imperiu Roman (astăzi Franța) | De etnicitate francez. A desemnat Colegiul Cardinalilor ca singurul corp de electori papali în bula In nomine Domini (1059). |
| 156             | 30 septembrie 1061 – 21 aprilie 1073   |         | Papa Alexandru al II-lea ALEXANDER SECUNDUS                | Anselmo da Baggio                                 | Baggio, Milano, Sfântul Imperiu Roman (astăzi Italia)                       | |
| 157             | 22 aprilie 1073 – 25 mai 1085          |         | Papa Grigore al VII-lea Sfântul Grigore GREGORIUS SEPTIMUS | Ildebrando de Soana (Hildebrand),O.S.B.           | Soana, Toscana, Sfântul Imperiu Roman (astăzi Italia)                       | |
| 158             | 24 mai 1086 – 16 septembrie 1087       |         | Papa Victor al III-lea Fericitul Victor VICTOR TERTIUS     | Desiderio da Montecassino, O.S.B.                 | Benevento, Ducatul de Benevento (astăzi Italia)                             | |
| 159             | 12 martie 1088 – 29 iulie 1099         |         | Papa Urban al II-lea Fericitul Urban URBANUS SECUNDUS      | Odon de Lagery, O.S.B.                            | Châtillon-sur-Marne, Champagne, Regatul Francez (astăzi Franța)             | A predicat pentru Prima Cruciadă împotriva expansiunii islamice din Țara Sfântă. |
| 160             | 13 august 1099 – 21 ianuarie 1118      |         | Papa Pascal al II-lea PASCHALIS SECUNDUS                   | Raniero di Bleda, O.S.B.                          | Bleda, Margrafiatul de Toscana, Sfântul Imperiu Roman (astăzi Italia)       | |
| 161             | 24 ianuarie 1118 – 28 ianuarie 1119    |         | Papa Ghelasie al II-lea GELASIUS SECUNDUS                  | Giovanni Coniulo                                  | Gaeta, Ducatul de Gaeta (astăzi Italia)                                     | |
| 162             | 2 februarie 1119 – 13 decembrie 1124   |         | Papa Calixt al II-lea CALISTUS SECUNDUS                    | Guido, Comte de Bourgogne                         | Franța                                                                      | Deschide Primul Consiliu al Lateranilor, în 1123 |
| 163             | 15 decembrie 1124 – 13 februarie 1130  |         | Papa Honoriu al II-lea HONORIUS SECUNDUS                   | Lamberto Scannabecchi                             | Fiagnano, Statele Papale, Sfântul Imperiu Roman (astăzi Italia)             | |
| 164             | 14 februarie 1130 – 24 septembrie 1143 |         | Papa Inocențiu al II-lea INNOCENTIUS SECUNDUS              | Gregorio Papareschi                               | Roma, Statele Papale, Sfântul Imperiu Roman (astăzi Italia)                 | Găzduiește Al doilea Consiliu al Lateranilor, 1139 |
| 165             | 26 septembrie 1143 – 8 martie 1144     |         | Papa Celestin al II-lea COELESTINUS SECUNDUS               | Guido Guelfuccio di Castello                      | Città di Castello, Statele Papale, Sfântul Imperiu Roman (astăzi Italia)    | |
| 166             | 12 martie 1144 – 15 martie 1145        |         | Papa Lucius al II-lea LUCIUS SECUNDUS                      | Gherardo Caccianemici dall'Orso                   | Bologna, Statele Papale, Sfântul Imperiu Roman (astăzi Italia)              | |
| 167             | 15 februarie 1145 – 8 iulie 1153       |         | Papa Eugen al III-lea Fericitul Eugen EUGENIUS TERTIUS     | Bernardo Pignatelli                               | Pisa, Republica din Pisa, Sfântul Imperiu Roman (astăzi Italia)             | A predicat pentru Cruciada a doua în Țara Sfântă, dar și pentru Cruciadele Nordice din Europa Răsăriteană. |
| 168             | 8 iulie 1153 – 3 decembrie 1154        |         | Papa Anastasie al IV-lea ANASTASIUS QUARTUS                | Corrado                                           | Roma, Statele Papale, Sfântul Imperiu Roman (astăzi Italia)                 | |
| 169             | 4 decembrie 1154 – 1 septembrie 1159   |         | Papa Adrian al IV-lea HADRIANUS QUARTUS                    | Nicholas Breakspear                               | Abbots Langley, Hertfordshire, Regatul englez (astăzi Anglia, Regatul Unit) | Primul papă englez; acordă Irlanda lui Henry al II-lea, rege al Angliei. |
| 170             | 7 septembrie 1159 – 30 august 1181     |         | Papa Alexandru al III-lea ALEXANDER TERTIUS                | Rolando Bandinelli                                | Siena, Toscana, Italia                                                      | Găzduiește Al treilea Consiliu al Lateranilor, 1179 |
| 171             | 1 septembrie 1181 – 25 noiembrie 1185  |         | Papa Lucius al III-lea LUCIUS TERTIUS                      | Ubaldo Allucingoli                                | Lucca, Toscana, Italia                                                      | |
| 172             | 25 noiembrie 1185 – 19 octombrie 1187  |         | Papa Urban al III-lea URBANUS TERTIUS                      | Uberto Crivelli                                   | Milano, Italia                                                              | |
| 173             | 21 octombrie 1187 – 17 decembrie 1187  |         | Papa Grigore al VIII-lea GREGORIUS OCTAVUS                 | Alberto di Morra                                  | Benevento, Statele Papale, Sfântul Imperiu Roman (astăzi Italia)            | A predicat pentru Cruciada a treia în Țara Sfântă. |
| 174             | 19 decembrie 1187 – 27 martie 1191     |         | Papa Clement al III-lea CLEMENS TERTIUS                    | Paulino Scolari                                   | Roma, Statele Papale, Sfântul Imperiu Roman (astăzi Italia)                 | |
| 175             | 30 martie 1191 – 8 ianuarie 1198       |         | Papa Celestin al III-lea COELESTINUS TERTIUS               | Giacinto Bobone then Orsini                       | Roma, Statele Papale, Sfântul Imperiu Roman (astăzi Italia)                 | |
| 176             | 8 ianuarie 1198 – 16 iulie 1216        |         | Papa Inocențiu al III-lea INNOCENTIUS TERTIUS              | Lothario dei Conti di Segni                       | Gavignano, Statele Papale, Sfântul Imperiu Roman (astăzi Italia)            | A predicat pentru Cruciada a patra în Țara Sfântă; de asemenea, tot el găzduiește Al patrulea Consiliu al Lateranilor, în 1215. |
| 177             | 18 iulie 1216 – 18 martie 1227         |         | Papa Honoriu al III-lea HONORIUS TERTIUS                   | Cencio Savelli                                    | Roma, Statele Papale, Sfântul Imperiu Roman (astăzi Italia)                 | A predicat pentru Cruciada a cincea în Țara Sfântă. |
| 178             | 19 martie 1227 – 22 august 1241        |         | Papa Grigore al IX-lea GREGORIUS NONUS                     | Ugolino dei Conti di Segni                        | Anagni, Statele Papale, Sfântul Imperiu Roman (astăzi Italia)               | A predicat pentru Cruciada a șasea în Țara Sfântă. |
| 179             | 25 octombrie 1241 – 10 noiembrie 1241  |         | Papa Celestin al IV-lea COELESTINUS QUARTUS                | Goffredo Castiglioni                              | Milano, Comuna Libere din Milano, Sfântul Imperiu Roman (astăzi Italia)     | Cetățean al Comunei Libere din Milano. A decedat înainte de încoronare. |
| 180             | 25 iunie 1243 – 7 decembrie 1254       |         | Papa Inocențiu al IV-lea INNOCENTIUS QUARTUS               | Sinibaldo Fieschi                                 | Genova, Republica Genova, Sfântul Imperiu Roman (astăzi Italia)             | Găzduiește Primul Consiliu de la Lyon, 1245 și în anul 1248 predică pentru Cruciada a șaptea în Țara Sfântă. |

### Din anul 1250
| Număr și blazon | Pontificat                             | Portret                                                             | Nume comun                                                       | Nume personal                                     | Locul nașterii                                                        | Note |
| --------------- | -------------------------------------- | ------------------------------------------------------------------- | ---------------------------------------------------------------- | ------------------------------------------------- | --------------------------------------------------------------------- | --- |
| 181             | 12 decembrie 1254 – 25 mai 1261        |                                                                     | Papa Alexandru al IV-lea ALEXANDER QUARTUS                       | Rinaldo dei Conti di Segni; Rinaldo Conti         | Anagni, Italia                                                        | Subiect și ulterior suveran al Statelor Papale. Primul papă născut după ce Statele Papale au încetat să mai fie un stat al Sfântului Imperiu Roman în 1177 (Tratatul de la Veneția). A restabilit inchiziția în Franța. |
| 182             | 29 august 1261 – 2 octombrie 1264      |                                                                     | Papa Urban al IV-lea URBANUS QUARTUS                             | Jacques Pantaléon                                 | Troyes, Franța                                                        | Subiect al Regatului Franței. A instituit sărbătoarea Corpus Christi (1264). |
| 183             | 5 februarie 1265 – 29 noiembrie 1268   |                                                                     | Papa Clement al IV-lea CLEMENS QUARTUS                           | Gui Faucoi le Gros                                | Saint-Gilles, Franța                                                  | Subiect al Regatului Franței. |
| –               | 29 noiembrie 1268 – 1 septembrie 1271  | Blazon pentru 'Sede Vacante', când nu este niciun papă la conducere | Interregnum                                                      | Interregnum                                       | Interregnum                                                           | Perioadă de aproape trei ani fără un papă valid ales. S-a datorat unui impas între cardinalii care votau pentru papă. |
| 184             | 1 septembrie 1271 – 10 ianuarie 1276   |                                                                     | Papa Grigore al X-lea Fericitul Grigore GREGORIUS DECIMUS        | Tebaldo Visconti                                  | Piacenza, Italia                                                      | Găzduiește Al doilea Consiliu de la Lyon (1274), și instituie bula papală Ubi periculum, regularizând conclavele papale până în secolul XX. |
| 185             | 21 ianuarie 1276 – 22 iunie 1276       |                                                                     | Papa Inocențiu al V-lea Fericitul Inocențiu INNOCENTIUS QUINTUS  | Pierre de Tarentaise                              | Savoia, Franța                                                        | Subiect al comitatului Savoia. A fost de etnie franceză. Membru al Ordinului Dominican. |
| 186             | 11 iulie 1276 – 18 august 1276         |                                                                     | Papa Adrian al V-lea HADRIANUS QUINTUS                           | Ottobuono Fieschi                                 | Genova, Italia                                                        | Cetățean al Republicii Genova. A anulat Ubi periculum al lui Gregorius X privind reglementările conclavurilor papale. |
| 187             | 8 septembrie 1276 – 20 mai 1277        |                                                                     | Papa Ioan al XXI-lea IOANNES VICESIMUS                           | Pedro Hispano                                     | Lisabona, Portugalia                                                  | Uciș la prăbușirea laboratorului său științific; Primul papă portughez. |
| 188             | 25 noiembrie 1277 – 22 august 1280     |                                                                     | Papa Nicolae al III-lea NICOLAUS TERTIUS                         | Giovanni Gaetano Orsini                           | Roma                                                                  | |
| 189             | 22 februarie 1281 – 28 martie 1285     |                                                                     | Papa Martin al IV-lea MARTINUS QUARTUS                           | Simon de Brion; Simon de Brie                     | Touraine, Franța                                                      | |
| 190             | 2 aprilie 1285 – 3 aprilie 1287        |                                                                     | Papa Honoriu al IV-lea HONORIUS QUARTUS                          | Giacomo Savelli                                   | Roma                                                                  | |
| 191             | 22 februarie 1288 – 4 aprilie 1292     |                                                                     | Papa Nicolae al IV-lea NICOLAUS QUARTUS                          | Girolamo Masci                                    | Ascoli, Italia                                                        | |
| —               | 4 aprilie 1292 – 5 iulie 1294          | Blazon pentru 'Sede Vacante', când nu este niciun papă la conducere | Interregnum                                                      | Interregnum                                       | Interregnum                                                           | Perioadă de doi ani fără un papă valid ales. S-a datorat unui impas între cardinalii care votau pentru papă. |
| 192             | 5 iulie 1294 – 13 decembrie 1294       |                                                                     | Papa Celestin al V-lea Sfântul Celestin COELESTINUS QUINTUS      | Pietro Angelerio da Morrone, O.S.B.               | Sant'Angelo Limosano, Regatul Siciliei (astăzi Italia)                | Subiect al Regatului Siciliei. Membru al Ordinului Sfântului Benedict. Fondator al Celestinilor. A reinstituit regulile Ubi periculum. Primul papă care a abdicat din proprie inițiativă până la Benedict al XVI-lea (2013). Se zvonește că ar fi fost ucis în închisoare de succesorul său, Bonifaciu al VIII-lea. |
| 193             | 24 decembrie 1294 – 11 octombrie 1303  |                                                                     | Papa Bonifaciu al VIII-lea BONIFACIUS OCTAVUS                    | Benedetto Caetani                                 | Anagni, Statele Papale (astăzi Italia)                                | Subiect și ulterior suveran al Statelor Papale. A încorporat Ubi periculum în dreptul canonic (1298). A oficializat jubileul (1300). A emis bula Unam sanctam (1302), proclamând supremația papală și împingând-o la cea mai înaltă extremă istorică. |
| 194             | 22 octombrie 1303 – 7 iulie 1304       |                                                                     | Papa Benedict al XI-lea Fericitul Bendedict BENEDICTUS UNDECIMUS | Niccolò Boccasini                                 | Treviso, Statele Papale (astăzi Italia)                               | Mott: Illustra faciem Tuam super servum Tuum („Fie ca fața Ta să îți lumineze servitorii”) Subiect și ulterior suveran al Statelor Papale. Membru al Ordinului Dominican. A reversat Unam sanctam a lui Bonifaciu al VIII-lea. |
| 195             | 5 iunie 1305 – 20 aprilie 1314         |                                                                     | Papa Clement al V-lea CLEMENS QUINTUS                            | Raymond Bertrand de Got (sau Goth)                | Villandraut, Gasconia, Regatul Francez (astăzi Franța)                | Subiect al Regatului Franței. A mutat papalitatea la Avignon (1309). A convocat Consiliul de la Vienne (1311-1312). A inițiat persecuția Cavalerilor Templieri prin bula Pastoralis Praeeminentiae sub presiunea regelui Filip al IV-lea al Franței. |
| —               | 20 aprilie 1314 – 7 august 1316        | Blazon pentru 'Sede Vacante', când nu este niciun papă la conducere | Interregnum                                                      | Interregnum                                       | Interregnum                                                           | Perioadă de doi ani fără un papă valid ales. S-a datorat unui impas între cardinalii care votau pentru papă. |
| 196             | 7 august 1316 – 4 decembrie 1334       |                                                                     | Papa Ioan al XXII-lea IOANNES VICESIMUS SECUNDUS                 | Jacques d'Euse; Jacques Duèse                     | Cahors, Quercy, Regatul Francez (astăzi Franța)                       | Subiect al Regatului Franței. Papă la Avignon. Controversat pentru opiniile sale privind viziunea beatifică. S-a opus înțelegerii franciscane a sărăciei lui Hristos și a apostolilor săi, determinându-l pe William de Ockham să scrie împotriva puterii papale nelimitate. |
| 197             | 20 decembrie 1334 – 25 aprilie 1342    |                                                                     | Papa Benedict al XII-lea BENEDICTUS DUODECIMUS                   | Jacques Fournier                                  | Saverdun, Regatul Francez (astăzi Franța)                             | Subiect al Regatului Franței. Papă la Avignon. Membru al Ordinului Cistercienilor. Cunoscut pentru emiterea constituției apostolice Benedictus Deus (1336). Un papă prudent care a reformat ordinele monastice și s-a opus nepotismului. |
| 198             | 7 mai 1342 – 6 decembrie 1352          |                                                                     | Papa Clement al VI-lea CLEMENS SEXTUS                            | Pierre Roger                                      | Limoges, Regatul Franței (astăzi Franța)                              | Papă la Avignon, a domnit în timpul Marii Epidemi de Ciumă din Europa. |
| 199             | 18 decembrie 1352 – 12 septembrie 1362 |                                                                     | Papa Inocențiu al VI-lea INNOCENTIUS SEXTUS                      | Étienne Aubert; Stephen Aubert                    | Beyssac, Regatul Franței (astăzi Franța)                              | Papă la Avignon. |
| 200             | 28 septembrie 1362 – 19 decembrie 1370 |                                                                     | Papa Urban al V-lea Fericitul Urban URBANUS QUINTUS              | Guillaume Grimoard; Guillaume de Grimoard, O.S.B. | Languedoc, Regatul Franței (astăzi Franța)                            | Subiect al Regatului Franței. Papă la Avignon. Membru al Ordinului Sfântului Benedict. A reformat domenii ale educației și a trimis mișcări misionare în Europa și Asia. Pontificatul său a fost martorul cruciadelor din Alexandria și Savoia. |
| 201             | 30 decembrie 1370 – 26 martie 1378     |                                                                     | Papa Grigore al XI-lea GREGORIUS UNDECIMUS                       | Pierre Roger de Beaufort                          | Maumont, Limousin, Regatul Franței (astăzi Franța)                    | Subiect al Regatului Franței. Papă la Avignon; a întors sediul papalității la Roma (1377). Ultimul papă francez. |
| 202             | 8 aprilie 1378 – 15 octombrie 1389     |                                                                     | Papa Urban al VI-lea URBANUS SEXTUS                              | Bartolomeo Prignano                               | Napoli, Regatul de Neapole (astăzi Italia)                            | În timpul pontificatului său a avut loc Schisma Apuseană, un eveniment ce a împarțit politica Bisericii Romano-Catolice în două centre rivale: unul la Roma, și altul la Avignon, în Franța, între anii 1378-1417. Ultimul papă ales în afara Colegiului Cardinalilor. |
| 203             | 2 noiembrie 1389 – 1 octombrie 1404    |                                                                     | Papa Bonifaciu al IX-lea BONIFACIUS NONUS                        | Pietro Tomacelli                                  | Napoli, Regatul de Neapole (astăzi Italia)                            | A fost papă în timpul Schismei Apusene. |
| 204             | 17 octombrie 1404 – 6 noiembrie 1406   |                                                                     | Papa Inocențiu al VII-lea INNOCENTIUS SEPTIMUS                   | Cosimo Gentile Migliorati                         | Sulmona, Regatul de Neapole (astăzi Italia)                           | A fost papă în timpul Schismei Apusene. |
| 205             | 30 noiembrie 1406 – 4 iulie 1415       |                                                                     | Papa Grigore al XII-lea GREGORIUS DUODECIMUS                     | Angelo Correr                                     | Veneția, Republica Venețiană (astăzi Italia)                          | Cetățean al Republicii Venețiene. A domnit în timpul Schismei Apusene. A confirmat Conciliul de la Konstanz (1415); a fost convins să abdice pentru a rezolva Schisma Occidentală la acest consiliu, convocat de către oponentul său, Ioan al XXIII-lea. Ultimul papă care a demisionat până la Benedict al XVI-lea (2013). |
| —               | 4 iulie 1415 – 11 noiembrie 1417       | Blazon pentru 'Sede Vacante', când nu este niciun papă la conducere | Interregnum                                                      | Interregnum                                       | Interregnum                                                           | Perioadă de doi ani fără un papă valid ales. Conciliul de la Konstanz (1414-1418) a cerut tuturor celor trei pretendenți papali să abdice, dar numai Grigore al XII-lea (Roman) a făcut-o. Ioan al XXIII-lea (Pisan) a fost înlăturat, Benedict al XIII-lea (Avignon) a fost excomunicat și a fost ales un nou papă (Martin al V-lea). |
| 206             | 11 noiembrie 1417 – 20 februarie 1431  |                                                                     | Papa Martin al V-lea MARTINUS QUINTUS                            | Oddone Colonna                                    | Roma                                                                  | În momentul alegerii lui ca papă, anul 1417, Schisma Apuseană ia sfarșit, și tot el găzduiește Conciliul de la Basel, 1431 |
| 207             | 3 martie 1431 – 23 februarie 1447      |                                                                     | Papa Eugen al IV-lea EUGENIUS QUARTUS                            | Gabriele Condulmer                                | Veneția, Republica Venețiană (astăzi Italia)                          | Cetățean al Republicii Venețiene. Nepot al lui Grigore al XII-lea. Membru al Ordinului Augustinian. L-a încoronat pe împăratul Sigismund la Roma în 1433. A emis bula Creator Omnium (1434), prin care a anulat orice recunoaștere a dreptului Portugaliei de a cuceri Insulele Canare, încă păgâne, și a excomunicat pe oricine i-a înrobit pe creștinii nou convertiți, pedeapsa urmând să rămână în vigoare până când prizonierii își vor recăpăta libertatea și bunurile. A transferat Consiliul de la Basel la Ferrara (1438); în cele din urmă a fost transferat din nou la Florența (1439-1445) pentru a evita pericolul ciumei bubonice. |
| 208             | 6 martie 1447 – 24 martie 1455         |                                                                     | Papa Nicolae al V-lea NICOLAUS QUINTUS                           | Tommaso Parentucelli                              | Sarzana, Republica Genova, Sfântul Imperiu Roman (astăzi Italia)      | În timpul pontificatului său, Imperiul bizantin cade sub atacurile turcilor otomani, iar capitala Constantinopol este cucerită de către sultanul Mahomed al II-lea. |
| 209             | 8 aprilie 1455 – 6 august 1458         |                                                                     | Papa Calixt al III-lea CALLISTUS TERTIUS                         | Alfons de Borgia                                  | Xàtiva, Valencia, Coroana Aragonului (astăzi Spania)                  | Subiect al Regatului de Valencia (și, prin urmare, subiect al Coroanei de Aragon). Primul papă valencian. A instituit sărbătoarea Transfigurării, care urma să fie celebrată pe 6 august. A ordonat rejudecarea Ioanei d'Arc, ceea ce a condus la reabilitarea acesteia. I-a ridicat pe cei doi nepoți ai săi la rangul de cardinali, dintre care unul a devenit Papa Alexandru al VI-lea. |
| 210             | 19 august 1458 – 15 august 1464        |                                                                     | Papa Pius al II-lea PIUS SECUNDUS                                | Enea Silvio Bartolomeo Piccolomini                | Corsignano, Republica Siena, Sfântul Imperiu Roman (astăzi Italia)    | Cetățean al Republicii Siena. A manifestat un mare interes pentru planificarea urbană. A fondat Pienza lângă Siena ca oraș ideal în 1462. Cunoscut pentru lucrarea sa asupra Commentaries. |
| 211             | 30 august 1464 – 26 iulie 1471         |                                                                     | Papa Paul al II-lea PAULUS SECUNDUS                              | Pietro Barbo                                      | Veneția, Republica Venețiană (astăzi Italia)                          | Nepotul lui Eugen al IV-lea. A construit Palazzo San Marco (în prezent Palazzo Venezia). A aprobat introducerea tiparului în statele papale. |
| 212             | 9 august 1471 – 12 august 1484         |                                                                     | Papa Sixt al IV-lea SYXTUS QUARTUS                               | Francesco della Rovere, O.F.M                     | Celle Ligure, Republica Genova, Sfântul Imperiu Roman (astăzi Italia) | Membru al Ordinului franciscan. Cetățean al Republicii Genova. A comandat Capela Sixtină și a creat Arhivele Vaticanului. A autorizat Inchiziția spaniolă la cererea monarhilor catolici din Spania, vizând creștinii evrei convertiți din Spania. Patron al artelor, a reunit grupul de artiști care au inaugurat Renașterea timpurie la Roma cu primele capodopere ale noii ere artistice a orașului. Cunoscut pentru nepotismul său și implicarea în conspirația Pazzi. |
| 213             | 29 august 1484 – 25 iulie 1492         |                                                                     | Papa Inocențiu al VIII-lea INNOCENTIUS OCTAVUS                   | Giovanni Battista Cybo                            | Republica Genova, Sfântul Imperiu Roman (astăzi Italia)               | Cetățean al Republicii Genova. L-a numit pe Tomás de Torquemada în funcția de inchizitor general al Inchiziției spaniole. A aprobat urmărirea penală a vrăjitoriei în bula Summis desiderantes affectibus (1484). |
| 214             | 11 august 1492 – 18 august 1503        |                                                                     | Papa Alexandru al VI-lea ALEXANDER SEXTUS                        | Roderic Llançol i de Borja                        | Xàtiva, Valencia, Coroana Aragonului (astăzi Spania)                  | Subiect al Regatului de Valencia (și, prin urmare, subiect al Coroanei Aragonului). Nepotul lui Callixt al III-lea; tatăl lui Cesare Borgia și al Lucreziei Borgia. A împărțit lumea extraeuropeană între Spania și Portugalia în bula Inter caetera (1493). Considerat unul dintre cei mai controversați papi ai Renașterii, în parte pentru că a recunoscut că a fost tatăl mai multor copii ai amantelor sale. Ca urmare, numele său de familie valencian italienizat, Borgia, a devenit un sinonim pentru libertinaj și nepotism, considerate în mod tradițional ca caracterizând pontificatul său.                                          |

### Din anul 1500
| Număr și blazon | Pontificat                                 | Portret | Nume comun                                                         | Nume personal                                | Locul nașterii                                                            | Note |
| --------------- | ------------------------------------------ | ------- | ------------------------------------------------------------------ | -------------------------------------------- | ------------------------------------------------------------------------- | --- |
| 215             | 22 septembrie 1503 – 18 octombrie 1503     |         | Papa Pius al III-lea PIUS TERTIUS                                  | Francesco Todeschini Piccolomini             | Siena, Republica Siena, Sfântul Imperiu Roman (astăzi Italia)             | Nepot al lui Pius al II-lea |
| 216             | 31 octombrie 1503 – 21 februarie 1513      |         | Papa Iulius al II-lea IULIUS SECUNDUS                              | Giuliano della Rovere                        | Albisola, Republica Genoa, Sfântul Imperiu Roman (astăzi Italia)          | Nepot al lui Sixtus al IV-lea; Găzduiește Conciliul Lateran V, 1512; și în timpul pontificatului său este darâmată Vechea Catedrală a Sf. Petru din Roma și începe construirea uneia noi, mult mai măreață, în stil renascentist. |
| 217             | 9 martie 1513 – 1 decembrie 1521           |         | Papa Leon al X-lea LEO DECIMUS                                     | Giovanni di Lorenzo de' Medici               | Florența, Republica Florentină, Sfântul Imperiu Roman (astăzi Italia)     | Fiul lui Lorenzo Magnificul, și în timpul pontificatului său are loc Reforma Protestantă a lui Martin Luther. |
| 218             | 9 ianuarie 1522 – 14 septembrie 1523       |         | Papa Adrian al VI-lea HADRIANUS SEXTUS                             | Adrian Florensz Dedal                        | Utrecht, Episcopatul Utrecht, Sfântul Imperiu Roman (astăzi Olanda)       | Unicul papă olandez și pentru că Olanda de astăzi era pe atunci parte a Germaniei, mulți îl consideră ultimul papă german până în 2005; ultimul papă non-italian până în 1978. |
| 219             | 26 noiembrie 1523 – 25 septembrie 1534     |         | Papa Clement al VII-lea CLEMENS SEPTIMUS                           | Giulio di Giuliano de' Medici                | Florența, Republica Florentină, Sfântul Imperiu Roman (astăzi Italia)     | Roma contopită de trupe imperiale ("Sacco di Roma"), 1527 |
| 220             | 13 octombrie 1534 – 10 noiembrie 1549      |         | Papa Paul al III-lea PAULUS TERTIUS                                | Alessandro Farnese                           | Canino, Statele Papale (astăzi Italia)                                    | Inițiază Reforma Catolică sau Contrareforma antiprotestantă, prin deschiderea Conciliului de la Trento, în anul 1545. |
| 221             | 7 februarie 1550 – 23 martie 1555          |         | Papa Iulius al III-lea IULIUS TERTIUS                              | Giovanni Maria Ciocchi del Monte             | Roma, Statele Papale (astăzi Italia)                                      | Subiect și ulterior suveran al statelor papale. A redeschis Conciliul de la Trento (1551). A înființat Collegium Germanicum (1552). Scandalul Innocenzo. |
| 222             | 9 aprilie 1555 – 30 aprilie sau 1 mai 1555 |         | Papa Marcel al II-lea MARCELLUS SECUNDUS                           | Marcello Cervini                             | Montefano, Statele Papale (astăzi Italia)                                 | A ținut titlul pentru 22 de zile până la moartea sa în urma unui infarct. Subiect și ulterior suveran al Statelor Papale. Ultimul care și-a folosit numele de naștere ca nume papal. A instituit economii imediate în cheltuielile Sfântului Scaun. Missa Papae Marcelli a fost, se crede, compusă în onoarea sa. |
| 223             | 23 mai 1555 – 18 august 1559               |         | Papa Paul al IV-lea PAULUS QUARTUS                                 | Giovanni Pietro Carafa                       | Capriglia Irpina, Regatul de Neapole (astăzi Italia)                      | Motto: Dominus mihi adjutor ("Dumnezeu este ajutorul meu") Subiect al Regatul de Napoli. Fondator și membru al Theatines. A instituit Ghetto Roman în bula Cum nimis absurdum (1555) și a publicat Indexul cărților interzise (1559). I-a ordonat lui Michelangelo să repicteze figurile nude din Judecata de Apoi cu modestie. |
| 224             | 25 decembrie 1559 – 9 decembrie 1565       |         | Papa Pius al IV-lea PIUS QUARTUS                                   | Giovanni Angelo Medici                       | Milano, Ducatul Milanului, Sfântul Imperiu Roman (astăzi Italia)          | Redeschide Conciliul de la Trento, 1562, care s-a încheiat în 1563. |
| 225             | 7 ianuarie 1566 – 1 mai 1572               |         | Papa Pius al V-lea Sfântul Pius PIUS QUINTUS                       | Michele Ghislieri                            | Bosco, Ducatul Milanului, Sfântul Imperiu Roman (astăzi Italia)           | Motto: Utinam dirigantur viæ meæ ad custodiendas („O, ca căile mele să fie statornice în respectarea statutelor Tale”) Victoria de la Lepanto, 1571 |
| 226             | 13 mai 1572 – 10 aprilie 1585              |         | Papa Grigore al XIII-lea GREGORIUS TERTIUS DECIMUS                 | Ugo Boncompagni                              | Bologna, Statele Papale (astăzi Italia)                                   | Motto: Aperuit et clausit („Deschis și închis”) Subiect și mai târziu suveran al Statelor Papale. A construit Capela Gregoriană din Vatican. Primul papă care a conferit Imaculata Concepție ca patroană a Insulelor Filipine prin bula papală Ilius Fulti Præsido (1579). Consolidarea relațiilor diplomatice cu națiunile asiatice.Reforma calendarului, 1582 |
| 227             | 24 aprilie 1585 – 27 august 1590           |         | Papa Sixt al V-lea SYXTUS QUINTUS                                  | Felice Peretti                               | Grottammare, Statele Papale (astăzi Italia)                               | Motto: Aqua et panis, vita canis („Apa și pâinea, viața unui câine”) Subiect și ulterior suveran al Statele Papale. Membru al Ordinul Franciscan Conventual. A finalizat lucrările de construcție la bazilicile majore din Roma. A limitat Colegiul Cardinalilor la un număr de 70; a dublat numărul Congregației curiale. |
| 228             | 15 septembrie 1590 – 27 septembrie 1590    |         | Papa Urban al VII-lea URBANUS SEPTIMUS                             | Giovanni Battista Castagna                   | Roma, Statele Papale (astăzi Italia)                                      | Subiect și ulterior suveran al Statelor Papale. Susținut de spanioli. Papă cu cea mai scurtă domnie; a murit înainte de încoronare. A stabilit prima interdicție de fumat cunoscută la nivel mondial, interzicând fumatul în interiorul și în apropierea tuturor bisericilor. |
| 229             | 5 decembrie 1590 – 15 /16 octombrie 1591   |         | Papa Grigore al XIV-lea GREGORIUS QUARTUS DECIMUS                  | Niccolò Sfondrati                            | Somma Lombardo, Ducatul de Milano, Sfântul Imperiu Roman (astăzi Italia)  | Subiect al Ducatului de Milano. A modificat constituția Effraenatam a lui Syxtus V astfel încât pedeapsa pentru avort să nu se aplice până când fătul nu devine animat (1591). A făcut ca jocurile de noroc privind alegerile papale să fie pedepsite cu excomunicarea. |
| 230             | 29 octombrie 1591 – 30 decembrie 1591      |         | Papa Inocențiu al IX-lea INNOCENTIUS NONUS                         | Giovanni Antonio Facchinetti                 | Bologna, Statele Papale (astăzi Italia)                                   | Subiect și mai târziu suveran al Statelor Papale. A sprijinit cauza regelui Filip al II-lea al Spaniei și Liga Catolică împotriva regelui Henric al IV-lea al Franței în Războaiele religioase franceze. A interzis înstrăinarea proprietăților bisericești. |
| 231             | 30 ianuarie 1592 – 3 martie 1605           |         | Papa Clement al VIII-lea CLEMENS OCTAVUS                           | Ippolito Aldobrandini                        | Fano, Statele Papale (astăzi Italia)                                      | Subiect și ulterior suveran al Statelor Papale. A inițiat o alianță a puterilor creștine europene pentru a participa la războiul cu Imperiul Otoman cunoscut sub numele de Război cel Lung. A convocat Congregatio de Auxiliis, abordând disputele doctrinare dintre Dominicani și Iezuiți privind liberul arbitru și harul divin. |
| 232             | 1 aprilie 1605 – 27 aprilie 1605           |         | Papa Leon al XI-lea LEO UNDECIMUS                                  | Alessandro Ottaviano de' Medici              | Florența, Ducatul de Florența, Sfântul Imperiu Roman (astăzi Italia)      | Subiect al Ducatului de Florența. Strănepot al lui Leo X. Numit „Papa Fulger” (Papa Lampo) datorită pontificatului său scurt. |
| 233             | 16 mai 1605 – 28 ianuarie 1621             |         | Papa Paul al V-lea PAULUS QUINTUS                                  | Camillo Borghese                             | Roma, Statele Papale (astăzi Italia)                                      | Motto: Absit nisi in Te gloriari („Totul poate fi absent cu excepția gloriei în Tine”) Subiect și mai târziu suveran al Statelor Papale. Cunoscut pentru diversele sale proiecte de construcție, inclusiv fațada Bazilicii Sfântului Petru. A înființat Banca Sfântului Duh (1605). A restaurat Aqua Traiana, un apeduct roman. |
| 234             | 9 februarie 1621 – 8 iulie 1623            |         | Papa Grigore al XV-lea GREGORIUS QUINTUS DECIMUS                   | Alessandro Ludovisi                          | Bologna, Statele Papale (astăzi Italia)                                   | Subiect și ulterior suveran al Statele Papale. A emis bula Aeterni Patris Filius (1621), care a impus ca conclavurile să fie prin vot secret. A înființat Congregația pentru Propagarea Credinței (1622). A emis constituția apostolică Omnipotentis Dei (1623) împotriva magicienilor și vrăjitoarelor. |
| 235             | 6 august 1623 – 29 iulie 1644              |         | Papa Urban al VIII-lea URBANUS OCTAVUS                             | Maffeo Barberini                             | Florența, Marele Ducat de Toscana, Sfântul Imperiu Roman (astăzi Italia)  | În timpul pontificatului său este terminată construcția Bazilici Sf. Petru din Roma și are loc procesul împotriva lui Galileo Galilei. Ultimul papă care a extins teritoriul papal prin folosindu-se de forțe armate. A emis un proiect de lege în 1624 care pedepsea utilizarea tutunului în locurile sfinte cu excomunicarea. |
| 236             | 15 septembrie 1644 – 7 ianuarie 1655       |         | Papa Inocențiu al X-lea INNOCENTIUS DECIMUS                        | Giovanni Battista Pamphili                   | Roma, Statele Papale (astăzi Italia)                                      | Motto: Alleviatæ sunt aquæ super terram („Apele sunt ridicate deasupra Pământului”) Subiect și ulterior suveran al Statelor Papale. Stră-stră-strănepot al lui Alexandru al VI-lea. A ridicat Fontana dei Quattro Fiumi în Piazza Navona. S-a opus Păcii de la Westfalia. A promulgat constituția apostolică Cum occasione (1653), condamnând cele cinci doctrine ale jansenismului. |
| 237             | 7 aprilie 1655 – 22 mai 1667               |         | Papa Alexandru al VII-lea ALEXANDER SEPTIMUS                       | Fabio Chigi                                  | Siena, Marele Ducat de Toscana, Sfântul Imperiu Roman (astăzi Italia)     | Subiect al Marelui Ducat al Toscanei. Strănepot al lui Paul al V-lea. A cerut construirea Pieței Sfântului Petru. A emis constituția apostolică Sollicitudo Omnium Ecclesiarum care a stabilit doctrina Imaculata Concepție (1661), aproape identică cu cea a Pius al IX-lea aproape două secole mai târziu. |
| 238             | 20 iunie 1667 – 9 decembrie 1669           |         | Papa Clement al IX-lea CLEMENS NONUS                               | Giulio Rospigliosi                           | Pistoia, Marele Ducat de Toscana, Sfântul Imperiu Roman (astăzi Italia)   | Motto: Aliis non sibi clemens („Fii amabil cu alții, nu cu tine însuți”) Subiect al Marelui Ducat al Toscanei. A mediat pacea de la Aachen (1668). |
| 239             | 29 aprilie 1670 – 22 iulie 1676            |         | Papa Clement al X-lea CLEMENS DECIMUS                              | Emilio Altieri                               | Roma, Statele Papale (astăzi Italia)                                      | Motto: Bonum auget malum minuit („El crește binele și scade răul”) Subiect și ulterior suveran al Statelor Papale. A canonizat prima sfântă din America: Sfânta Trandafir de Lima (1671). A decorat podul Sant' Angelo cu cele zece statui de îngeri și a adăugat una dintre cele două fântâni care împodobesc piața Sfântul Petru. A stabilit reglementări pentru scoaterea moaștelor sfinților din cimitire.                                                                                         |
| 240             | 21 septembrie 1676 – 11/12 august 1689     |         | Papa Inocențiu al XI-lea Fericitul Inocențiu INNOCENTIUS UNDECIMUS | Benedetto Odescalchi                         | Como, Lombardia, Ducatul Milanului, Sfântul Imperiu Roman (astăzi Italia) | Motto: Avarus non implebitur („Avarul nu este satisfăcut”) Subiect al Ducatului de Milano. A condamnat doctrina rezervei mentale (1679) și a inițiat Liga Sfântă. A extins Sfântul Nume al Mariei ca sărbătoare universală (1684). Admirat pentru contribuțiile pozitive la cateheză. |
| 241             | 6 octombrie 1689 – 1 februarie 1691        |         | Papa Alexandru al VIII-lea ALEXANDER OCTAVUS                       | Pietro Vito Ottoboni                         | Veneția, Republica Venețiană (astăzi Italia)                              | Cetățean al Republicii Venețiene. A condamnat așa-numitul păcat filosofic. |
| 242             | 12 iulie 1691 – 27 septembrie 1700         |         | Papa Inocențiu al XII-lea INNOCENTIUS DUODECIMUS                   | Antonio Pignatelli                           | Spinazzola, Regatul de Neapole (astăzi Italia)                            | Subiect al Regatului Napoli. A emis bula papală Romanum decet Pontificem (1692) pentru a opri nepotismul. A ridicat diverse instituții caritabile și educaționale. |
| 243             | 23 noiembrie 1700 – 19 martie 1721         |         | Papa Clement al XI-lea CLEMENT UNDECIMUS                           | Giovanni Francesco Albani                    | Urbino, Statele Papale (astăzi Italia)                                    | Subiect și mai târziu suveran al Statelor Papale. A făcut parte din controversa ritului chinezesc. A patronat primele săpături arheologice din catacombele romane și a făcut universală sărbătoarea Imaculata Concepție. A promulgat interdicția Inchiziției privind retipărirea operelor lui Galileo a fost ridicată în 1718, când a fost acordată permisiunea de a publica o ediție a operelor sale științifice (cu excepția Dialogul, care era condamnat) la Florența.                              |
| 244             | 8 mai 1721 – 7 martie 1724                 |         | Papa Inocențiu al XIII-lea INNOCENTIUS TERTIUS DECIMUS             | Michelangelo de ’Conti; Michael Angelo Conti | Poli, Lazio, Statele Papale (astăzi Italia)                               | Subiect și ulterior suveran al Statelor Papale. Le-a interzis iezuiților să își continue misiunea în China, ordonând ca niciun membru nou să nu fie primit în ordin. A emis bula papală Apostolici Ministerii (1724), reînviind disciplina ecleziastică în Spania și coloniile sale. |
| 245             | 29 mai 1724 – 21 februarie 1730            |         | Papa Benedict al XIII-lea BENEDICTUS TERTIUS DECIMUS               | Pietro Francesco Orsini                      | Gravina, Puglia, Regatul de Neapole (astăzi Italia)                       | Subiect al Regatului de Napoli. Membru al Ordinului Dominican, cu numele religios Vincenzo. Al treilea și ultimul membru al familiei Orsini care a devenit papă. Numit inițial Benedict al XIV-lea din cauza antipapei cu același nume, dar a revenit la XIII. A abrogat interdicția mondială de a fuma tutun stabilită de Urban VII și Urban VIII. În timpul pontificatului său, James Bradley a descoperit aberația stelară, dovedind mișcarea relativă a Pământului pe orbita sa în jurul Soarelui. |
| 246             | 12 iulie 1730 – 6 februarie 1740           |         | Papa Clement al XII-lea CLEMENS DUODECIMUS                         | Lorenzo Corsini                              | Florența, Marele Ducat de Toscana (astăzi Italia)                         | Motto: Dabis discernere inter malum et bonum („Trebuie să vă învredniciți să faceți diferența între bine și rău”) Subiect al Marelui Ducat al Toscanei. A comandat Fântâna Trevi din Roma (1732). A finalizat noua fațadă a Arhidiecezei Sfântului Ioan de Lateran (1735). A condamnat Francmasoneria în In eminenti apostolatus (1738). Cel mai vârstnic papă până la alegerea lui Benedict XVI în 2005.                                                                                              |
| 247             | 17 august 1740 – 3 mai 1758                |         | Papa Benedict al XIV-lea BENEDICTUS QUARTUS DECIMUS                | Prospero Lorenzo Lambertini                  | Bologna, Statele Papale (astăzi Italia)                                   | Motto: Curabuntur omnes („Totul va fi vindecat”) Subiect și mai târziu suveran al Statelor Papale. A reformat educația preoților și calendarul sărbătorilor. A finalizat Fântâna Trevi și a afirmat învățăturile lui Toma de Aquino. A fondat academii de artă, liturghie, religie și știință. A autorizat publicarea unei ediții a operelor științifice complete ale lui Galileo, inclusiv o versiune ușor cenzurată a Dialogului lui Galileo.                                                        |

### Din anul 1750
| Număr și blazon | Pontificat                             | Portret                                                             | Nume comun                                                                     | Nume personal                                  | Locul nașterii                                                         | Note |
| --------------- | -------------------------------------- | ------------------------------------------------------------------- | ------------------------------------------------------------------------------ | ---------------------------------------------- | ---------------------------------------------------------------------- | --- |
| 248             | 6 iulie 1758 – 2 februarie 1769        |                                                                     | Papa Clement al XIII-lea CLEMENS TERTIUS DECIMUS                               | Carlo della Torre Rezzonico                    | Veneția, Veneto, Republica Venețiană (astăzi Italia)                   | Cetățean al Republicii Veneția. A furnizat faimoasele frunze de smochin pe statuile masculine nud din Vatican. I-a apărat pe iezuiți în bula papală Apostolicum pascendi (1765). În timpul pontificatului său (sau la sfârșitul pontificatului predecesorului său), interdicția generală împotriva lucrărilor care susțin heliocentrismul a fost eliminată din Indexul cărților interzise, deși interdicția specifică asupra versiunilor necenzurate ale Dialog lui Galileo și De Revolutionibus a lui Copernic au rămas. |
| 249             | 19 mai 1769 – 22 septembrie 1774       |                                                                     | Papa Clement al XIV-lea CLEMENS QUARTUS DECIMUS                                | Giovanni Vincenzo Antonio Ganganelli           | Sant'Arcangelo di Romagna, Statele Papale (astăzi Italia)              | Subiect și ulterior suveran al Statelor Papale. Membru al Ordinului Franciscan Conventual, cu numele religios Lorenzo. I-a suprimat pe iezuiți prin scurtul Dominus ac Redemptor (1773). |
| 250             | 15 februarie 1775 – 29 august 1799     |                                                                     | Papa Pius al VI-lea PIUS SEXTUS                                                | Giovanni Angelo Braschi                        | Cesena, Statele Papale (astăzi Italia)                                 | Motto: Floret in Domo Domini („Înflorește în Casa Domnului”) Subiect și ulterior suveran al Statele Papale. A condamnat Revoluția franceză; expulzat din Statele Papale de către francezi din 1798 până la moartea sa. Ultimul papă care a fost un patron al artei Renaștere. |
| —               | 29 august 1799 – 14 martie 1800        | Blazon pentru 'Sede Vacante', când nu este niciun papă la conducere | Interregnum                                                                    | Interregnum                                    | Interregnum                                                            | Perioadă de șase luni fără un papă valid ales. Acest lucru s-a datorat unor probleme logistice unice (fostul papă a murit prizonier, iar conclavul a avut loc la Veneția) și unui impas între cardinalii care votau. |
| 251             | 14 martie 1800 – 20 august 1823        |                                                                     | Papa Pius al VII-lea PIUS SEPTIMUS                                             | Barnaba Chiaramonti                            | Cesena, Statele Papale (astăzi Italia)                                 | Subiect și ulterior suveran al Statelor Papale. Membru al Ordinului Sfântului Benedict, cu numele religios Gregorio. A fost prezent la încoronarea lui Napoleon I ca împărat al Franței, în Catedrala "Notre-Dame" din Paris. Expulzat din Statele Papale de către francezi între 1809 și 1814. A reînviat iezuiții prin bula Sollicitudo omnium ecclesiarum (1814). A înființat Corpul Papal de Carabinieri (1816). |
| 252             | 28 septembrie 1823 – 10 februarie 1829 |                                                                     | Papa Leon al XII-lea LEO DUODECIMUS                                            | Annibale Sermattei della Genga                 | Genga, Statele Papale (astăzi Italia)                                  | Subiect și ulterior suveran al Statelor Papale. A plasat sistemul de învățământ catolic sub controlul iezuiților prin bula Quod divina sapientia (1824). A condamnat Francmasoneria și societățile biblice. |
| 253             | 31 martie 1829 – 1 decembrie 1830      |                                                                     | Papa Pius al VIII-lea PIUS OCTAVUS                                             | Francesco Saverio Castiglioni                  | Cingoli, Statele Papale (astăzi Italia)                                | Subiect și ulterior suveran al Statelor Papale. L-a acceptat pe Ludovic Filip I ca rege al francezilor. A condamnat societățile secrete masonice și traducerile moderniste ale Bibliei prin scrisoarea Litteris altero (1830). |
| 254             | 2 februarie 1831 – 1 iunie 1846        |                                                                     | Papa Grigore al XVI-lea GREGORIUS SEXTUS DECIMUS                               | Bartolomeo Alberto Cappellari                  | Belluno, Veneto, Republica Venețiană (astăzi Italia)                   | Cetățean al Republicii Veneția. Membru al Camaldolese, cu numele religios Mauro. Ultimul non-episcop care a fost ales ca papă. Opus politic reformelor democratice și modernizatoare ale Statelor Papale. În ceea ce privește gândirea științifică, toate urmele opoziției bisericii față de heliocentrism au dispărut în 1835, când versiunile necenzurate ale Dialog și De Revolutionibus au fost eliminate definitiv din Indexul cărților interzise. |
| 255             | 16 iunie 1846 – 7 februarie 1878       |                                                                     | Papa Pius al IX-lea Fericitul Pius al IX-lea PIUS NONUS                        | Giovanni Maria Mastai-Ferretti                 | Senigallia, Statele Papale (astăzi Italia)                             | Deschide Conciliul Vatican I; pierde Statele Papale. Al doilea pontificat, ca lungime, din istorie. Cel mai lung pontificat post-apostolic. |
| 256             | 20 februarie 1878 – 20 iulie 1903      |                                                                     | Papa Leon al XIII-lea LEO TERTIUS DECIMUS                                      | Gioacchino Vincenzo Raffaele Luigi Pecci       | Carpineto Romano, Departamentul Roma, Imperiul Francez (astăzi Italia) | Cetățean francez de etnie italiană, devenind ulterior supus al Statelor Papale și în cele din urmă cetățean italian. A emis enciclica Rerum novarum (1891), susținând democrația creștină împotriva comunismului. Al treilea cel mai longeviv papă după Pius al IX-lea și Ioan Paul al II-lea, cu excepția lui Petru. A promovat rozariul și scapularul. Primul papă care a îmbrățișat complet conceptul de Maria ca mediatoare. Primul papă care a fost filmat cu ajutorul unei camere de filmat (1898) și primul papă cu vocea înregistrată. Cel mai bătrân papă verificabil în funcție. |
| 257             | 4 august 1903 – 20 august 1914         |                                                                     | Papa Pius al X-lea Sfântul Pius al X-lea PIUS DECIMUS                          | Giuseppe Melchiorre Sarto                      | Riese, Treviso, Veneto, Regatul Lombardia-Veneția (astăzi Italia)      | Motto: Instaurare omnia in Christo („Restorează toate lucrurile în Hristos”)Subiect al Regatului Lombardia-Veneția, devenind ulterior cetățean italian. A pus un accent reînnoit pe Euharistie, extinzând receptarea acesteia. A combătut modernismul, depunând un jurământ împotriva acestuia (1910). A pledat pentru utilizarea cântecului gregorian și a reformat Breviarul roman (1911). |
| 258             | 3 septembrie 1914 – 22 ianuarie 1922   |                                                                     | Papa Benedict al XV-lea BENEDICTUS QUINTUS DECIMUS                             | Giacomo Paolo Giovanni Battista della Chiesa   | Pegli, Regatul Sardiniei (astăzi Italia)                               | Motto: In Te, Domine, speravi: non confundar in aeternum („În Tine, Doamne, am nădăjduit: să nu fiu încurcat în veci”) Subiect al Regatului Sardiniei, devenind ulterior cetățean italian. Creditat pentru intervenția în favoarea păcii în timpul Primului Război Mondial. A emis Codul de drept canonic din 1917; a sprijinit misionarii în Maximum illud. Amintit de Benedict al XVI-lea ca un „profet al păcii”. |
| 259             | 6 februarie 1922 – 10 februarie 1939   |                                                                     | Papa Pius al XI-lea PIUS UNDECIMUS                                             | Achille Ambrogio Damiano Ratti                 | Desio, Milano, Regatul Lombardia-Veneția (astăzi Italia)               | Motto: Pax Christi in Regno Christi („Pacea lui Hristos în Regatul lui Hristos”) Subiect al Regatului Lombardia-Veneția, devenind ulterior cetățean italian. A semnat Tratatul Lateran cu Italia (1929), instituind Cetatea Vaticanului ca stat suveran. A inaugurat Radio Vatican (1931). A reînființat Academia Pontificală de Științe (1936). S-a opus nazismului și comunismului. |
| 260             | 2 martie 1939 – 9 octombrie 1958       |                                                                     | Papa Pius al XII-lea Venerabilul Pius al XII-lea PIUS DUODECIMUS               | Eugenio Maria Giuseppe Giovanni Pacelli        | Roma, Italia                                                           | Motto: Opus justitiae pax („Munca justiției va fi pace”) Cetățean italian. Creditat cu intervenția pentru pace în timpul Celui De-al Doilea Război Mondial; controversat pentru reacțiile sale la Holocaust. A eliminat majoritatea italiană din colegiul cardinalilor. A invocat infailibilitatea papală în enciclica Munificentissimus Deus, definind dogma Assumirea. A publicat Humani generis (1950), prima enciclică care se referă în mod specific la evoluție și a adoptat o poziție neutră, concentrându-se asupra evoluției umane: „Biserica nu interzice asta [...] să aibă loc cercetări și discuții, din partea unor oameni cu experiență în ambele domenii, cu privire la doctrina evoluției, în măsura în care aceasta cercetează originea corpului uman ca provenind dintr-o materie preexistentă și vie.” |
| 261             | 28 octombrie 1958 – 3 iunie 1963       |                                                                     | Papa Ioan al XXIII-lea Fericitul Ioan al XXIII-lea IOANNES VICESIMUS TERTIUS   | Angelo Giuseppe Roncalli                       | Sotto il Monte, Bergamo, Italia                                        | Motto: Obedientia et pax („Ascultare și pace”) Deschide Conciliul Vatican II; Uneori numit „Bunul Papă Ioan”. |
| 262             | 21 iunie 1963 – 6 august 1978          |                                                                     | Papa Paul al VI-lea Servitorul lui Dumnezeu Paul al VI-lea PAULUS SEXTUS       | Giovanni Battista Enrico Antonio Maria Montini | Concesio, Brescia, Italia                                              | Motto: Cum Ipso in monte sancto („Cu El pe muntele sfânt”) Ultimul papă încoronat cu tiara papală. |
| 263             | 26 august 1978 – 28 septembrie 1978    |                                                                     | Papa Ioan Paul I Servitorul lui Dumnezeu Ioan Paul I IOANNES PAULUS PRIMUS     | Albino Luciani                                 | Forno di Canale (astăzi Canale d'Agordo), Veneto, Italia               | Motto: Humilitas („Umilitate”) Primul papă care folosește „Primul“ în titulatură. Primul papă cu două nume, acelea ale predecesorilor săi imediați. |
| 264             | 16 octombrie 1978 – 2 aprilie 2005     |                                                                     | Papa Ioan Paul al II-lea Fericitul Ioan Paul al II-lea IOANNES PAULUS SECUNDUS | Karol Józef Wojtyła                            | Wadowice, Polonia                                                      | Motto: Totus tuus („Complet al tău”) Primul papă polonez și primul non-italian de la Papa Adrian al VI-lea în 1523 încoace. După părerea unora, ar fi canonizat mai mulți sfinți decât toți predecesorii săi. Cel mai longeviv pontificat de la Pius al IX-lea încoace (1846-1878). |

### Din anul 2000
| Număr și blazon | Pontificat                          | Portret | Nume comun                                         | Nume personal                  | Locul nașterii                   | Note |
| --------------- | ----------------------------------- | ------- | -------------------------------------------------- | ------------------------------ | -------------------------------- | --- |
| 265             | 19 aprilie 2005 – 28 februarie 2013 |         | Papa Benedict al XVI-lea BENEDICTUS SEXTUS DECIMUS | Joseph Alois Ratzinger         | Marktl am Inn, Bavaria, Germania | Motto: Cooperatores veritatis („Cooperatori ai adevărului”) Primul papă german de la Papa Adrian al VI-lea în 1523 încoace (Adrian al VI-lea s-a născut în Sfântul Imperiu Romano-German, în partea care astăzi este teritoriu olandez, astfel încât unii nu îl includ între papii germani și pretind că penultimul papă german ar fi fost Ștefan al IX-lea). Cel mai bătrân dintre cei care au devenit papi de la Clement al XII-lea încoace, în 1730.                                                                                   |
| 266             | 13 martie 2013 – 21 aprilie 2025    |         | Papa Francisc FRANCISCUS                           | Jorge Mario Bergoglio, S.J.    | Buenos Aires, Argentina          | Motto: Miserando atque eligendo („Smerit, dar ales”) Primul papă originar de pe continentul american și primul papă iezuit. Primul papă din Emisfera sudică. Primul papă provenit dintr-un institut religios de la Grigorie al XVI-lea (1831-1846); primul papă iezuit. Primul care a folosit un nume papal nou și necompus de la Lando (913-914). A mediat îmbunătățirea relațiilor cubaneze-americane din 2015. A eliminat majoritatea europeană din cardinali. Primul papă care a vizitat și a ținut o liturghie în Peninsula Arabică. |
| 267             | 8 mai 2025 – prezent                |         | Papa Leon al XIV-lea LEO QUARTUS DECIMUS           | Robert Francis Prevost, O.S.A. | Chicago, SUA                     | Motto: In Illo uno unum („Numai în El, suntem unul”) Dublu cetățean american și peruvian. Primul papă născut în Statele Unite ale Americii. Primul papă care a fost prefect al Dicasterului pentru Episcopi înainte de alegerea sa. Primul papă care a amintit de Peru în prima sa rugăciune publică. |

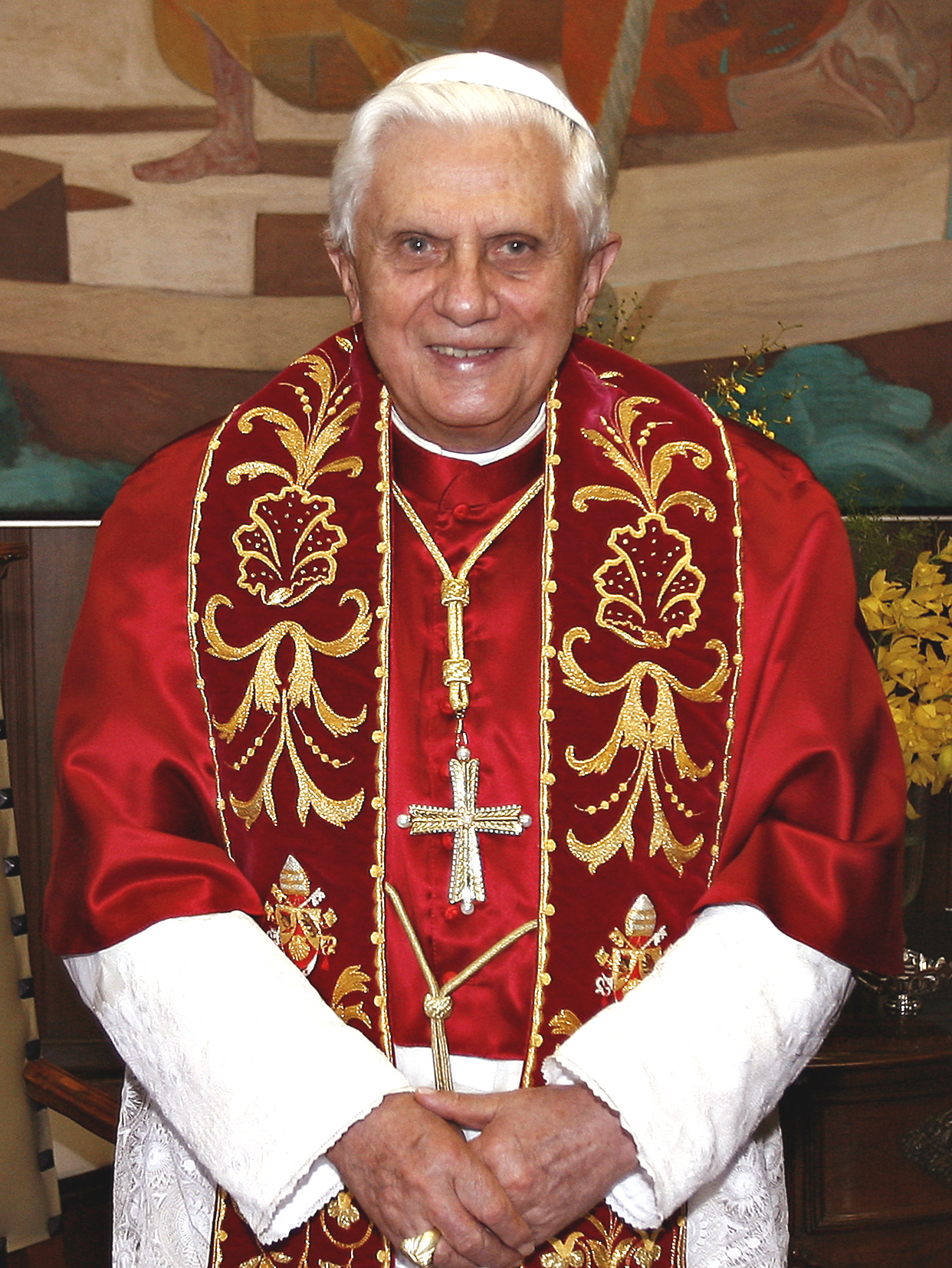
Sanctitatea Sa Papa Benedict al XVI-lea a fost ales prin conclav pe 19 aprilie 2005 și inaugurat pe 24 aprilie 2005.